# گتسبی بزرگ
گتسبی بزرگ (انگلیسی: The Great Gatsby) رمانی نوشتهٔ نویسندهٔ آمریکایی، اف. اسکات فیتزجرالد است که در سال ۱۹۲۵ منتشر شد. این رمان که داستان آن در عصر جاز در لانگ آیلند، در نزدیکی نیویورک رخ می‌دهد، روابط متقابل نیک کاراوی، راوی اول‌شخص داستان با جی گتسبی، میلیونر مرموز و فکر همیشگی گتسبی برای پیوستن دوباره به معشوقهٔ سابقش، دیزی بیوکنن را شرح می‌دهد.
این رمان الهامی از رابطه‌ای عاشقانه در جوانی فیتزجرالد با جینورا کینگِ مهمانی‌رو و مهمانی‌های آشوبگرانهٔ نورث شور لانگ آیلند بود که در سال ۱۹۲۲ در آن‌ها شرکت می‌کرد. فیتزجرالد به‌دنبال نقل‌مکان به ریویرای فرانسه، پیش‌نویسی از رمان را در سال ۱۹۲۴ کامل کرد. او پیش‌نویس را برای ویراستارش، مکسول پرکینز فرستاد که فیتزجرالد را متقاعد کرد تا این اثر را در زمستان پیش رو اصلاح کند. فیتزجرالد پس از بازبینی‌ها از متن، راضی اما درمورد اسم کتاب مردد بود و چندین عنوان را برای گزینش در نظر گرفت. طرح روی جلد فرانسیس کوگات فیتزجرالد را بسیار تحت‌تأثیر قرار داد و جنبه‌هایی از آن را در رمان گنجاند. این رمان از نه فصل تشکیل شده است. شخصیت گتسبی در آغاز رازآلود است و به‌مرور، گذشتهٔ توأم با دروغ و واقعیت وی به‌کمک زندگی‌نامه و خودزندگی‌نامه آشکار می‌شود. نیک کاراوی که یکی از شخصیت‌های اصلی این رمان است، هم‌زمان روایت آن را نیز برعهده دارد و سعی می‌کند تا این کار را بی‌طرفانه انجام دهد.
انتشارات اسکرینبرز گتسبی بزرگ را در آوریل ۱۹۲۵ منتشر کرد. پس از انتشار، نقادان به‌طور کلی نقدهای مطلوبی دربارهٔ این رمان نوشتند؛ با این حال، برخی از آن‌ها معتقد بودند که این اثر با تلاش‌های قبلی فیتزجرالد برابری نمی‌کند. گتسبی در مقایسه با رمان‌های قبلی او، شکستی تجاری بود و انتظارات مالی فیتزجرالد برآورده نشد. هنگامی که این نویسنده در سال ۱۹۴۰ درگذشت، خودش را ناکام و این اثر را فراموش‌شده تصور می‌کرد. شورای کتاب‌ها در زمان جنگ، در جریان جنگ جهانی دوم با توزیع نسخه‌های رایگان گتسبی بزرگ بین سربازان آمریکایی باعث محبوبیت رمان شد و این موضوع بررسی‌های مجدد انتقادی و دانشگاهی را در پی داشت. این رمان دست‌کم به ۴۲ زبان مختلف، از جمله فارسی ترجمه شده است. نخستین ترجمه از گتسبی بزرگ در ایران، برگردانی از کریم امامی بود که به پیشنهاد مؤسسهٔ انتشارات فرانکلین انجام و در سال ۱۳۴۴ با عنوان طلا و خاکستر از سوی شرکت انتشارات سیروید منتشر شد. در دههٔ ۱۳۹۰ بازترجمه‌های متعددی از این رمان در ایران انتشار یافت. رضا رضایی یکی از مترجم‌هایی است که این اثر را بار دیگر ترجمه و نشر ماهی آن را در سال ۱۳۹۵ منتشر کرده است.
دانشوران معاصر بر تلقی رمان از طبقهٔ اجتماعی، وارثان در مقابل نودولتان، نژاد و دفاع از محیط زیست و نگرش بدبینانهٔ آن نسبت به رؤیای آمریکایی تأکید دارند. یکی از بخش‌های مصرانهٔ نقدها، ادعای کلیشه‌های یهودستیزانه است. بر اساس این رمان اقتباس‌های صحنه‌ای، سینمایی و تلویزیونی متعددی ساخته شده است. همچنین این رمان در قالب رمان‌های گرافیکی، برنامه‌های رادیویی و بازی‌های ویدئویی نیز اقتباس شده است.

## زمینه تاریخی و زندگی‌نامه‌ای
گتسبی بزرگ که در لانگ آیلندِ پُررونقِ سال ۱۹۲۲ رخ می‌دهد، تاریخ اجتماعی انتقادی از آمریکای دوران ممنوعیت الکل در عصر جاز را فراهم می‌کند. روایت داستانی اف. اسکات فیتزجرالد به‌طور کامل آن دوران را که به موسیقی جاز، رونق اقتصادی، فرهنگ فلاپر، آداب لیبرتین، جوانان سرکش و بارهای مخفیِ فراگیرش شناخته می‌شود، به تصویر می‌کشد. فیتزجرالد از بسیاری از این تحولات اجتماعیِ دههٔ ۱۹۲۰ برای بیان داستان خود استفاده می‌کند؛ از جزئیات ساده مانند عشق‌بازی داخل اتومبیل‌ها گرفته تا درون‌مایه‌های گسترده‌تر همچون قاچاق نوشیدنی‌های الکلی که منبع غیرقانونی ثروت گتسبی است.
فیتزجرالد لذت‌گرایی جامعهٔ عصر جاز را با قرار دادن روندِ پی‌رنگی بازگوپذیر در درون بافت تاریخیِ خشن‌ترین و پُرزَرق‌وبَرق‌ترین دورانِ تاریخ آمریکا منتقل می‌کند. از نگاه فیتزجرالد، این دوره نمایانگر دوران آسان‌گیری اخلاقی بود که آمریکایی‌ها در هر سنی از هنجارهای اجتماعیِ رایج سرخورده شدند و معتاد خوش‌گذرانی بودند. فیتزجرالد، خودش دوسوگرایی مشخصی نسبت به عصر جاز داشت؛ دورانی که بعدها درون‌مایه‌های آن را بازتابندهٔ رویدادهای زندگی خود می‌دانست.
گتسبی بزرگ رویدادهای مختلف در جوانیِ فیتزجرالد را منعکس می‌کند. او مردی جوان اهل مینه‌سوتا در غرب میانه بود. مانند راوی رمان که به دانشگاه ییل رفت، او نیز در دانشگاه پرینستون، یکی دیگر از دانشگاه‌های آیوی لیگ تحصیل کرد. فیتزجرالد ۱۹ ساله در آنجا با جینورا کینگ، مهمانی‌رو ۱۶ ساله آشنا و عمیقاً عاشق شد. اگرچه جینورا دیوانه‌وار عاشق او بود اما خانوادهٔ طراز اول کینگ آشکارا از خواستگاری فیتزجرالد از دخترشان به‌دلیل وضعیت اجتماعی‌اش جلوگیری کردند و ظاهراً پدرش به او گفت: «پسرهای فقیر نباید به فکر ازدواج با دخترهای پول‌دار باشند.»
فیتزجرالدِ مستعدِ خودکشی، زمانی که خانوادهٔ کینگ خواستگار دخترشان را به‌دلیل فقدان چشم‌انداز مالی او رد کردند، در میانهٔ جنگ جهانی اول در ارتش ایالات متحده نام‌نویسی کرد و به‌عنوان ستوان دوم مأموریت یافت. او درحالی‌که در انتظار آرایش قشون در جبههٔ غربی بود و امید داشت تا در پیکار بمیرد، در کمپ شریدان در مانتگامری مستقر بود و در آنجا با زلدا سایر، دختر زیبای جنوبی ۱۷ ساله آشنا شد. در همان زمان بود که داستان خودپرست‌های رمانتیک را برای انتشارات اسکریبنرز فرستاد اما آن را رد کردند. وقتی فیتزجرالد مطلع شد که جینورا با تاجر ثروتمند شیکاگویی، ویلیام «بیل» میچل ازدواج کرده است، از زلدا خواست تا با او ازدواج کند. زلدا موافقت کرد اما ازدواجشان را عقب انداخت تا زمانی که وضعیت مالی فیتزجرالد مساعد شد. ازاین‌رو فیتزجرالد مانند جی گتسبی است؛ هنگامی که به‌عنوان افسر نظامی، دور از خانه مستقر بود، نامزد کرد و سپس به‌دنبال ثروت هنگفتی بود تا سبک زندگی‌ای را که نامزدش به آن عادت کرده بود، فراهم کند.
فیتزجرالد توانست با بازنویسی خودپرست‌های رمانتیک، به این‌سوی بهشت برسد. او پیش‌نویس این رمان را در سپتامبر ۱۹۱۹ به اسکریبنرز تحویل داد و با آن موافقت کردند. همزمان، نشریه‌های دوره‌ای همچون اسمارت سِت، ستردی ایونینگ پست و اسکریبنرز مگزین حق انتشار تعدادی از داستان‌های فیتزجرالد، از جمله سر و شانه‌ها را خریداری کردند و درآمد این نویسنده افزایش یافت. آثار فیتزجرالد علاوه بر فروش ورای انتظار، تأثیرات فرهنگی نیز داشتند. اسکریبنرز به اصرار فیتزجرالد، این‌سوی بهشت را با تیتر «رمانی دربارهٔ فلاپرها، نوشته شده برای فیلسوف‌ها» تبلیغ می‌کرد که موجب فراگیری واژهٔ فلاپر شد و به‌دنبالش، این نویسنده اولین مجموعهٔ داستان خود را نیز فلاپرها و فیلسوف‌ها نامید. او در آثارش از تمایلاتی مانند نوشیدن الکل، درآمیختن با یکدیگر و دنیاپرستی سخن می‌گفت و داستان‌هایش برگرفته از زندگی شخصی خودش بودند. پس از موفقیت به‌عنوان نویسندهٔ داستان کوتاه و رمان‌نویس، اسکات با زلدا در آوریل ۱۹۲۰ در نیویورک ازدواج کرد. فیتزجرالد پس از انتشار زیبا و ملعون در سال ۱۹۲۲، با تحسین نقادان و خوانندگان از سبک نویسندگی‌اش مواجه شد اما برخی دیگر مانند دوستش، جان پیل بیشاپ در توانایی‌های وی برای نوشتن رمانی بزرگ تردید داشتند. پیل بیشاپ معتقد بود که ایده‌های فیتزجرالد به‌مانند کاردستی‌های مبتدیانهٔ کودکانه است که سروصدا دارند اما خیلی زود محو می‌شوند. فیتزجرالد عادت داشت که از آثارش انتقاد کند، نمی‌توانست در نویسندگی منضبط باشد و علی‌رغم فروش بالای آثارش، به‌دلیل ولخرجی به‌دنبال درآمد بیشتر بود.
اسکات و زلدا در اواخر سال ۱۹۲۲ به گریت نک در لانگ آیلند نقل‌مکان کردند. در سال‌های پرهیاهوی دههٔ ۱۹۲۰ و به‌دنبال اعلام ممنوعیت الکل در ایالات متحده، قاچاقچی‌های نوشیدنی‌های الکلی آبجو و نوشیدنی‌های تقطیری را به‌صورت زیرزمینی می‌ساختند و به شکل‌های گوناگون عرضه می‌کردند. برخی از افراد در لانگ آیلند بارهایی مخفی در زیرزمین خانه‌شان ساخته بودند و ملک‌های خصوصی بزرگ منطقه نیز پیش از ممنوعیت، الکل انبار کرده بودند تا در مهمانی‌های تجملاتی که میزبان آن بودند، استفاده شوند. فیتزجرالد علی‌رغم لذت بردن از محیط خاص لانگ آیلند، بی‌سروصدا با این مهمانی‌های پرزرق‌وبرق مخالف بود و نمی‌توانست با سبک زندگی افراد ثروتمند خو بگیرد. او درحالی‌که تلاش می‌کرد تا از ثروتمندان الگوبرداری کند، سبک زندگی تجملاتی آن‌ها را که توأم با امتیازات طبقاتی بود، نمی‌پسندید. اگرچه فیتزجرالد — مانند گتسبی — همیشه ثروتمندان را تحسین می‌کرد، با این حال از خشمی خفته نسبت به آن‌ها برخوردار بود.

## خلاصه داستان
نیک کاراوی از میدوِست به نیویورک نقل‌مکان می‌کند تا به‌عنوان فروشندهٔ اوراق قرضه مشغول به کار شود. او بنگالویی را در وست اگ اجاره می‌کند و همسایهٔ شخص پول‌داری به نام گتسبی می‌شود که مهمانی‌های مجللی را در ملک خود برگزار می‌کند. دیزی، عموزادهٔ نیک است که به همراه همسرش، تام بیوکنن از شیکاگو به ایست اگ، شهرکی شیک و امروزی در آن‌سوی خلیج نقل‌مکان کرده‌اند. نیک یک سَرِ شب برای شام به خانهٔ خانوادهٔ بیوکنن می‌رود و در آنجا با جردن بیکر، دوست دیزی و گلف‌باز آشنا می‌شود. هنگام خوردن شام، تلفن خانه زنگ می‌زند و پس از خروج تام و دیزی از اتاق، جردن به نیک می‌گوید تام معشوقه‌ای به نام مرتل ویلسون دارد که در درهٔ خاکستر زندگی می‌کند و گاه‌وبیگاه به تام زنگ می‌زند. نیک در راه بازگشت به خانه، گتسبی را در حال تماشای نوری سبز می‌بیند که از آن‌سوی خلیج می‌آید.
نیک تام را در قطاری به نیویورک همراهی می‌کند. آن‌ها با مکانیک، جرج بی. ویلسون دیدار می‌کنند که همسر مرتل است. پس از خروج از گاراژ، مرتل به نیک و تام ملحق می‌شود تا به آپارتمان کوچکی بروند که قرار است در آنجا مهمانی برگزار شود. این مهمانی وقتی به پایان می‌رسد که مرتل با صدای بلند اسم دیزی را به زبان می‌آورد، تام به صورتش سیلی می‌زند و بینی مرتل می‌شکند.
نیک که نظاره‌گر مهمانی‌های پرزرق‌وبرق گتسبی است، دعوت رسمی برای شرکت در مهمانی را دریافت می‌کند. او در مهمانی مجلل گتسبی، شخص پول‌داری که هیچ‌کس دقیقاً نمی‌داند این ثروت را از کجا آورده است، شرکت می‌کند. در آنجا جردن را می‌بیند و سپس با مردی روبه‌رو می‌شود که ادعا می‌کند گتسبی است. گتسبی سعی می‌کند با روایت قهرمانی‌هایش در جنگ و دوران آکسفورد، توجه نیک را جلب کند؛ چراکه قبلاً با دیزی رابطه‌ای عاشقانه داشت و می‌خواهد با برگزاری مهمانی‌های مجلل و البته با کمک نیک به دیزی نزدیک شود. جردن ماجرای آشنایی قبلی دیزی و گتسبی را برای نیک تعریف می‌کند. دیزی و گتسبی رابطه‌ای پنهانی را آغاز می‌کنند و کمی بعد، تام متوجه این موضوع می‌شود.
مشاجره‌ای بین تام و گتسبی در سوئیت هتل پلازا شکل می‌گیرد که گتسبی به دیزی اصرار می‌کند تا بگوید هرگز تام را دوست نداشته است. دیزی در پاسخ می‌گوید تام و گتسبی را دوست دارد که باعث آشفتگی هر دوی آن‌ها می‌شود. تام که از فعالیت گتسبی در قاچاق نوشیدنی‌های الکلی آگاه شده است، این موضوع را علنی می‌کند و وقتی دیزی آن را می‌شنود، با وجود دلبستگی به گتسبی ترجیح می‌دهد تا در کنار همسرش بماند. در پایان، تام با تمسخر به گتسبی می‌گوید تا دیزی را با اتومبیل خودش به خانه ببرد، چون می‌داند که دیزی او را ترک نخواهد کرد.
در راه بازگشت به ایست اگ، حوالی گاراژ ویلسون تصادفی رخ می‌دهد که باعث کشته شدن مرتل می‌شود. اگرچه دیزی پشت فرمان اتومبیل گتسبی بود اما گتسبی می‌خواهد مسئولیت این تصادف را بر عهده بگیرد. از طرفی تام به همسر مرتل درمورد صاحب اصلی اتومبیل می‌گوید و جرج ویلسون تصور می‌کند که این شخص حتماً می‌تواند معشوق مرتل نیز باشد. جرجِ پریشان به خانه گتسبی می‌رود، او را در استخر خانه‌اش می‌کشد و بلافاصله خودکشی می‌کند. چند روز پس از قتل گتسبی، پدرش، هنری گتس برای خاک‌سپاری فرزندش به آنجا می‌آید. سرانجام، نیک با این تصور که نمی‌تواند در شرق زندگی کند و از آنجا متنفر است، تصمیم می‌گیرد تا به میدوست برگردد. او پیش از بازگشت، برای آخرین بار به ملک گتسبی می‌رود و به نور سبزی که از انتهای لنگرگاه دیزی می‌تابید، نگاه می‌کند.

## شخصیت‌های اصلی
- نیک کاراوی: دانش‌آموختهٔ ییل، اهل غرب میانه، کهنه‌سرباز جنگ جهانی اول و ساکن تازه‌وارد وست اگ، ۲۹ ساله (بعداً ۳۰ ساله) که نقش راوی اول‌شخص داستان را بر عهده دارد. او همسایهٔ گتسبی و فروشندهٔ اوراق قرضه است. کاراوی بی‌خیال و خوش‌بین است. با این حال خوش‌بینی‌اش با پیشرفت رمان، کم‌رنگ می‌شود.[۴۱]
- جی گتسبی (در اصل جیمز «جیمی» گتس): میلیونر جوان مرموز با ارتباطات تجاری مبهم (بعداً مشخص شد که در قاچاق نوشیدنی‌های الکلی فعال است)، اصالتاً اهل داکوتای شمالی. گتسبی طی جنگ جهانی اول، زمانی که در جوانی به‌عنوان افسر ارتش در کمپ تیلور[u] ارتش ایالات متحده، واقع در لوییویل مستقر بود، با عشق زندگی خود، دیزی بیوکنن آشنا شد. بعدها، پس از جنگ برای مدت کوتاهی در کالج ترینیتی[v] در انگلستان تحصیل کرد.[۴۲] به‌گفتهٔ زلدا همسر فیتزجرالد، او بخشی از شخصیت گتسبی را بر اساس همسایهٔ مرموزِ لانگ آیلندشان، ماکس گرلاخ[w] بنا کرد.[۴۳] گرلاخ کهنه‌سرباز ارتش بود و با تلاش‌هایش در قاچاق نوشیدنی‌های الکلی به میلیونری خودساخته تبدیل شد و به استفاده از عبارت «کهنه رفیق» در نامه‌هایش به فیتزجرالد علاقه داشت.[ج][۴۵]
- دیزی بیوکنن: سطحی‌نگر، خودشیفته و نوواردِ[x][چ] جوان و مهمانی‌رو، اهل لوییویل که به‌عنوان فلاپر شناخته شده است.[۴۷] او عموزادهٔ نیک و همسر تام بیوکنن است. دیزی پیش از ازدواج با تام، رابطه‌ای عاشقانه با گتسبی داشت. انتخاب او بین گتسبی و تام یکی از کشمکش‌های محوری رمان است. عشق و فکر همیشگیِ اف. اسکات فیتزجرالد به جینورا کینگ الهام‌بخش شخصیت دیزی شد.[۴۸]
- توماس «تام» بیوکنن: همسر دیزی و میلیونری که در ایست اگ زندگی می‌کند. تام مردی باابهت، دارای بدن عضلانی با صدایی خشن و رفتاری تحقیرآمیز است.[۴۹] او ستارهٔ فوتبال در ییل بود و یکی از برترپنداران نژاد سفید است.[۵۰] در میان دیگر نمونه‌های ادبی،[ح] بیوکنن شباهت خاصی به ویلیام «بیل» میچل، تاجر شیکاگویی دارد که با جینورا کینگ ازدواج کرد. بیوکنن و میچل هر دو شیکاگویی بودند و به چوگان علاقه داشتند.[۵۲] همچنین بیوکنن مانند پدر جینورا، چارلز کینگ[y] که فیتزجرالد از او آزرده‌خاطر بود، مردی مستبد، دانش‌آموختهٔ ییل و بازیکن چوگان اهل لیک فورست است.[۵۳]
- جردن بیکر: گلف‌باز آماتور با رگه‌های طعنه‌زنی و رفتاری سرد، دوست دیرین دیزی. او در بیشتر قسمت‌های رمان، دوست‌دختر نیک کاراوی است اما در پایان از هم جدا می‌شوند. اعتبارش به‌دلیل شایعه‌هایی مبنی بر تقلب در یک تورنمنت، مشکوک است که به شُهرتش از نظر اجتماعی و به‌عنوان گلف‌باز آسیب زد. فیتزجرالد جردن را بر اساس دوست جینورا، ادیت کامینگز،[z][۵۴] گلف‌باز برتر آماتور بنا نهاده است که در مطبوعات به‌عنوان «فلاپر فیروی» شناخته می‌شد.[۵۵] برخلاف جردن بیکر، کامینگز هرگز مشکوک به تقلب نبود.[۵۶] نام این شخصیت علاوه بر سوءاستفاده از نشان‌های تجاری پرطرفدار اتومبیل، یعنی جردن موتور کار کمپانی[aa] و بیکر موتور وهیکل[ab] که هر دو شرکت در کلیولند مستقر بودند،[۵۷] همچنین کنایه‌ای به شهرت «سریع» جردن و آزادی جدیدی است که به زنان آمریکا، به‌ویژه به فلاپرها در دههٔ ۱۹۲۰ تقدیم شد.[۵۸]
- جرج بی. ویلسون: مکانیک و صاحب گاراژ. همسرش، مرتل ویلسون و تام بیوکنن از او خوششان نمی‌آید و بیوکنن او را «مردی خِنگ که نمی‌داند زنده‌ست یا مُرده» توصیف کرد.[۵۹] در پایان رمان، جرج با تصور اشتباه که گتسبی پشت فرمان خودرویی بود که مرتل را کشته است، ابتدا او را می‌کشد و سپس خودکشی می‌کند.[۶۰]
- مرتل ویلسون: همسر جرج و معشوقهٔ تام بیوکنن. مرتل که شور و نشاط چشمگیری دارد،[۶۱] ناامیدانه به‌دنبال پناهگاهی برای نجات از ازدواج مأیوس‌کنندهٔ خود است.[۶۲] او به‌طور تصادفی با خودروی گتسبی تصادف می‌کند و در جا کشته می‌شود. او به اشتباه فکر می‌کرد که تام رانندهٔ اتومبیل است و با این تصور به سمت آن می‌دود.[۶۳]

## نگارش و انتشار
فیتزجرالد خطوط کلی سومین رمان خود را در ژوئن ۱۹۲۲ ترسیم کرد. او دلش می‌خواست که اثر تازه‌اش بی‌عیب و در عین حال زیبا و ظریف باشد اما تولید پردردسر نمایشنامهٔ سبزیجات روند پیشرفتش را کُند کرد. در نهایت، نمایشنامه شکست خورد و او داستان‌هایی برای مجله نوشت تا بتواند قرض‌های ناشی از تولید آن را بپردازد. «رؤیاهای زمستان» یکی از داستان‌های فیتزجرالد در همین دوره است که آن را اولین تلاش خود برای ایدهٔ گتسبی توصیف کرد اما در کل، این داستان‌ها را بی‌اهمیت می‌دانست. او بعدها به یکی از دوستانش گفت: «ایدهٔ کلی گتسبی درد و حرمان جوان تنگ‌دستی است که نمی‌تواند با دختر پول‌داری ازدواج کند. این درون‌مایه بارها مطرح می‌شود، چون من آن را تجربه کرده‌ام.»
فیتزجرالدها در اکتبر ۱۹۲۲، پس از تولد تنها فرزندشان، فرانسیس اسکات «اسکاتی» فیتزجرالد به گریت نک در لانگ آیلند نقل‌مکان کردند. رینگ لاردنر، نویسنده، لو فیلدز، بازیگر و اد وین، کمدین از جمله همسایه‌های خانوادهٔ فیتزجرالد در گریت نک و برخلاف اهالی منهاست نک، جزو نودولتان بودند. منهاست نک در آن سوی خلیج، محل زندگی بسیاری از ثروتمندترین خانواده‌های ریشه‌دار نیویورک بود. این مجاورت واقعی، ایدهٔ فیتزجرالد برای «وست اگ» و «ایست اگ» را پدیدآورد. در این رمان، گریت نک (کینگز پوینت) به شبه‌جزیرهٔ نوکیسه‌های وست اگ و پورت واشینگتن (سندز پوینت) به محل زندگی ثروتمندان قدیمی ایست اگ تبدیل شد. فیتزجرالد از برخی از عمارت‌های گُلد کوست (نورث شور) مانند لندز اند، قلعهٔ اوهکا و برج‌های بیکن — که بعدها تخریب شد — برای املاک گتسبی الهام گرفت.
زمانی که فیتزجرالد در لانگ آیلند زندگی می‌کرد، ماکس گرلاخ همسایهٔ مرموز او بود. گرلاخ که ظاهراً در آمریکا در خانوادهٔ مهاجر آلمانی به دنیا آمده است، در طول جنگ جهانی اول یکی از سرگردهای نیروهای اعزامی آمریکا بود و بعدها به قاچاقچی متمکنی تبدیل شد که شبیه میلیونرها در نیویورک زندگی می‌کرد. گرلاخ برای اینکه ثروتش را به رخ دیگران بکشد، مهمانی‌های مجلل برگزار می‌کرد، هیچ‌وقت لباس تکراری نمی‌پوشید، همیشه تکیه‌کلام «کهنه رفیق» را به کار می‌برد و درمورد خودش شایعه‌سازی می‌کرد؛ مثلاً می‌گفت که با قیصر آلمان قوم‌وخویش است. این جزئیات درمورد گرلاخ، الهام‌بخش فیتزجرالد در خلق جی گتسبی شد.
روزنامه‌های روزانه در همین دورهٔ زمانی طی ماه‌ها به شکل گسترده‌ای پروندهٔ قتل هالز-میلز را پوشش دادند و این اتفاق که تقریباً به گوش بسیاری از مردم رسیده بود، ممکن است بر پی‌رنگ رمان فیتزجرالد تأثیر گذاشته باشد. این پرونده شامل قتل همزمان یک مرد و معشوقه‌اش در ۱۴ سپتامبر ۱۹۲۲، یعنی چند هفته پیش از ورود فیتزجرالد به گریت نک بود. دانشوران حدس می‌زنند که فیتزجرالد جنبه‌های خاصی از پایان گتسبی بزرگ و شخصیت‌پردازی‌های مختلف را بر اساس این رخداد واقعی استوار کرده است.
فیتزجرالد تا اواسط سال ۱۹۲۳ با الهام از پروندهٔ هالز-میلز، شخصیت مرموز گرلاخ و مهمانی‌های پرسروصدایی که در لانگ آیلند شرکت می‌کرد، ۱۸٬۰۰۰ کلمه برای رمانش نوشت اما بیشتر داستان تازه‌اش را به‌عنوان شروعی نادرست کنار گذاشت. بخشی از این پیش‌نویس به نگارش داستان کوتاه «آمرزش» انجامید که در سال ۱۹۲۴ منتشر شد. این داستان کوتاه که در مجموعه‌داستان همهٔ مردان جوان غمگین منتشر شد، به‌نوعی دربارهٔ جزئیات گذشتهٔ گتسبی است اما شخصیت اصلی آن رودالف نام دارد که می‌خواهد طبقهٔ اجتماعی خود را تغییر دهد و ثروتمند شود. اسم شخصیت‌های دیزی و نیک در نسخه‌های اولیه به ترتیب آدا و داد بود و آن‌ها پیش از تجدید دیدار در لانگ آیلند، رابطه‌ای عاشقانه را تجربه کرده بودند. در این نسخه‌ها داستان به‌جای نیک از زبان راوی دانای کل روایت می‌شد و تفاوت کلیدی آن با نسخهٔ نهایی در شکست کمتر رؤیای گتسبی است. مشاجرهٔ تام و گتسبی در هتل پلازا در نسخه‌های اولیهٔ رمان متعادل‌تر بود اما در نهایت، دیزی باز هم ترجیح می‌داد با تام بماند.
کار نگارش گتسبی بزرگ به‌طور جدی از آوریل ۱۹۲۴ از سر گرفته شد. فیتزجرالد تصمیم گرفت از روند نوشتن رمان‌های قبلی خود دور شود و به پرکینز گفت که قصد دارد دستاوردی هنری خلق کند. او می‌خواست از واقع‌گرایی دو رمان قبلی خود دوری کند و اثری خلاقانه با تخیل پایدار بنویسید. او در راستای این هدف، آگاهانه از سبک‌های ادبی جوزف کنراد و ویلا کاتر تقلید کرد. او به‌ویژه تحت‌تأثیر بانوی گمشده، نوشتهٔ کاتر در سال ۱۹۲۳ قرار گرفت که دربارهٔ مهمانی‌رو ازدواج‌کردهٔ پول‌داری است که خواستگاران رمانتیکِ مختلفی به‌دنبال او هستند و به‌طور نمادین رؤیای آمریکایی را تجسم می‌کند. او بعدها نامه‌ای به کاتر نوشت و از هرگونه سرقت ادبیِ ناخواسته عذرخواهی کرد. در طول این دوره از بازنگری، اسکات طرح‌های اولیهٔ روی جلد کتاب را دید و تحت تأثیر قرار گرفت. کمی بعد از این تلاش انفجاری، کار کُند شد و فیتزجرالد و همسرش به ریویرای فرانسه نقل‌مکان کردند که در آنجا دچار اختلاف خانوادگی شدند.
فیتزجرالد علی‌رغم تنش‌های زناشویی مداوم خود به نوشتن پیوسته ادامه داد و نسخهٔ تقریباً نهایی دست‌نویس را به ویراستار خود، مکسول پرکینز ارائه کرد. پرکینز در نامه‌ای به او اطلاع داد که گتسبی به‌عنوان یک شخصیت، بسیار مبهم است و ثروت و تجارت او به توضیح قانع کننده‌ای نیاز دارند. فیتزجرالد از پرکینز به‌خاطر انتقادهای دقیقش تشکر کرد و ادعا کرد که چنین بازخوردی او را قادر می‌سازد تا دست‌نوشته‌هایش را کامل کند. فیتزجرالد پس از نقل‌مکان به‌همراه همسرش به رم، در طول زمستان نسخهٔ دست‌نوشتهٔ رمان را بازنگری کرد.
فیتزجرالد پس از چند دور تجدیدنظر، نسخهٔ نهایی رمان را در فوریه ۱۹۲۵ ارائه داد. تغییرات فیتزجرالد شامل تجدیدنظرهای گسترده در فصل‌های ششم و هشتم بود. او پیشنهاد ۱۰ هزار دلار آمریکا برای حقوق انتشار سریالی این کتاب را رد کرد تا رمان زودتر منتشر شود. او در سال ۱۹۲۳، ۳٬۹۳۹ دلار آمریکا را به‌عنوان پیش‌پرداخت و ۱٬۹۸۱٫۲۵ دلار آمریکا پس از انتشار دریافت کرد.

### عنوان‌های انتخابی

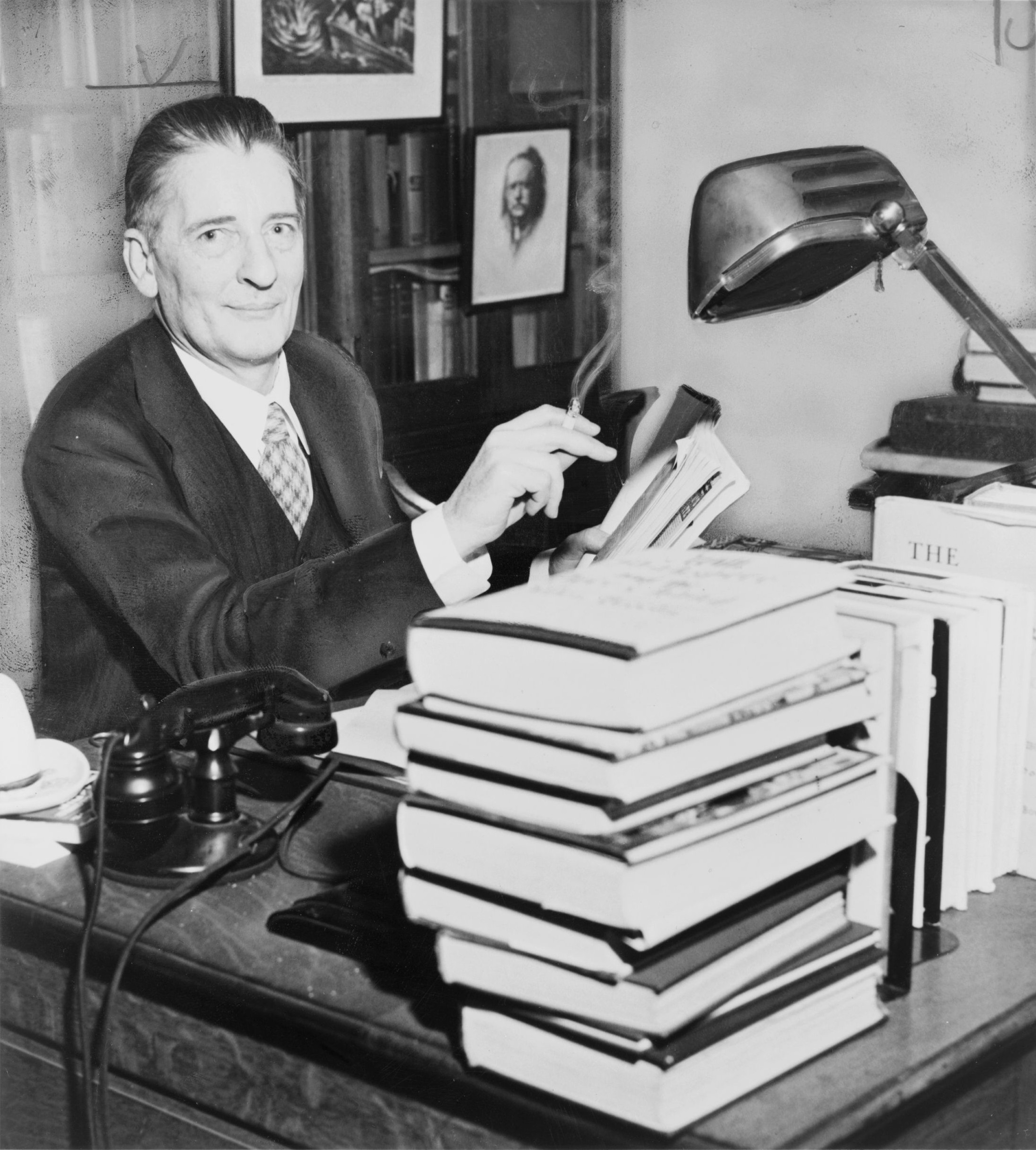
مکسول پرکینز، ویراستار فیتزجرالد این نویسنده را متقاعد کرد تا عنوان مدنظر خود را که تریمالکیو در وست اگ بود، رها کند و عنوان گتسبی بزرگ را برگزیند

فیتزجرالد در انتخاب اسم برای رمان خود تردید داشت و پس از بررسی گزینه‌های بسیار، گتسبی بزرگ را با اکراه انتخاب کرد که منبع الهام آن، مون بزرگ از آلن فورنیه است. در میان انبوه خاکستر و میلیونرها، تریمالکیو، تریمالکیو در وست اگ، سفری به وست اگ، زیر قرمز، سفید و آبی، گتسبی با کلاه طلایی و عاشق بالاجهنده برخی از گزینه‌هایی بودند که در نهایت انتخاب نشدند. عنوان‌های گتسبی با کلاه طلایی و عاشق بالاجهنده از سرآغاز این رمان آمده‌اند که در واقع خود فیتزجرالد نوشت اما آن را به توما پارک دنویلیه نسبت داده است.
فیتزجرالد در ابتدا اسم‌هایی را ترجیح می‌داد که به تریمالکیو، شخصیت نوکیسهٔ ساتیریکون اثر پترونیوس اشاره داشتند و حتی یک بار در رمان از گتسبی به‌عنوان تریمالکیو یاد می‌کند. برخلاف مهمانی‌های تماشایی گتسبی، تریمالکیو در عیاشی‌هایی که میزبان بود، شرکت می‌کرد اما به‌گفتهٔ نقاد ادبی، تونی تانر، شباهت‌های ظریفی بین این دو شخصیت وجود دارد. فیتزجرالد در نوامبر ۱۹۲۴ به پرکینز نامه نوشت که عنوان تریمالکیو در وست اگ را برگزیده است.
مکس پرکینز که از عنوان پیشنهادی فیتزجرالد یعنی تریمالکیو در وست اگ خوشش نمی‌آمد، او را متقاعد کرد که مردم منبع الهام این عنوان را نمی‌شناسند و حتی نمی‌توانند آن را تلفظ کنند. زلدا و پرکینز گفتند که گتسبی بزرگ را ترجیح می‌دهند و ماه بعد فیتزجرالد موافقت کرد. فیتزجرالد یک ماه پیش از انتشار رمان، پس از بررسی نهایی نمونهٔ اول کتاب پرسید که آیا می‌توان آن را تریمالکیو یا گتسبی با کلاه طلایی نام‌گذاری کرد اما پرکینز توصیه کرد که از این کار اجتناب شود. در ۱۹ مارس ۱۹۲۵، فیتزجرالد برای عنوان زیر قرمز، سفید و آبی ابراز علاقه کرد اما در آن مرحله امکان تغییر عنوان کتاب وجود نداشت. این رمان با نام گتسبی بزرگ در ۱۰ آوریل ۱۹۲۵ منتشر شد. فیتزجرالد معتقد بود که عنوان نهایی کتاب صرفاً قابل‌قبول است و اغلب دودلی خود را بیان می‌کرد.

### طرح روی جلد
طرح روی جلد اولین چاپ گتسبی بزرگ یکی از مشهورترین آثار در ادبیات آمریکا و نشان‌دهندهٔ نمونه‌ای منحصربه‌فرد در تاریخ ادبیات است که طرح روی جلد رمانی به‌طور مستقیم بر ترکیب متن آن تأثیر می‌گذارد. این اثر هنری که به سبک بصری آرت دکوی معاصر انجام شده است، چهرهٔ بدون کالبد یک فلاپر عصر جاز را با چشم‌های آسمانی و لب‌های رژگونه بر فراز افق آبیِ تیره به تصویر می‌کشد. فردی ناشناس در بخش هنری اسکریبنرز نقاش ناشناختهٔ بارسلونی به نام فرانسیس کوگات — با نام اصلی فرانسیسکو کورادال-کوگات — را مأمور کرد تا زمانی که فیتزجرالد مشغول نوشتن رمان بود، جلد را به تصویر بکشد.
در طرحی اولیه، کوگات مفهومی از منظرهٔ خاکستریِ غم‌انگیز را با الهام از عنوان اصلی فیتزجرالد برای رمان، در میان انبوه خاکستر و میلیونرها ترسیم کرد. با کنار گذاشتن این مفهوم تاریک و غم‌انگیز، کوگات در مرحلهٔ بعدی نقاشی تمرینی را ترسیم کرد که مقدمه‌ای برای جلد نهایی شد: نقاشیِ مداد و مدادرنگی مومی از چهرهٔ نیمه‌پنهان فلاپری بر فراز لانگ آیلند سوند با لب‌های قرمزنارنجی، یک چشم آسمانی و تک اشک مورب. با گسترش این طراحی تمرینی، نقاشی بعدی او دو چشم روشن را نشان داد که بر منظرهٔ شهریِ پُرسایهٔ نیویورک خودنمایی می‌کرد. کوگات در تکرارهای بعدی، منظرهٔ شهریِ پرسایه را با چراغ‌های کارناوال خیره‌کننده که چرخ‌وفلک را تداعی می‌کرد و احتمالاً به پارک تفریحی پرزرق‌وبرق جزیرهٔ کنی نیویورک اشاره می‌کرد، جایگزین کرد. کوگات برهنه‌های لمیده را درون عنبیه‌های فلاپر چسباند و رنگی سبز به اشک جاری افزود. جلد نهایی گتسبی بزرگ که مکس پرکینز از آن به‌عنوان شاهکار یاد کرد، تنها اثر کوگات برای اسکریبنرز و تنها طرح روی جلد وی برای یک کتاب بود.
اگرچه فیتزجرالد احتمالاً پیش از انتشار رمان هرگز آخرین نقاشی گواش را ندیده بود اما طرح‌های مقدماتی کوگات بر نوشتن او تأثیر گذاشت. فیتزجرالد پس از مشاهدهٔ طرح‌های اولیهٔ کوگات پیش از سفر به فرانسه در آوریل-مهٔ ۱۹۲۴، چنان شیفتهٔ طرح‌ها شد که بعداً به ویراستارش، مکس پرکینز گفت که تصویرسازی کوگات را در رمان گنجانده است. این گفته بسیاری را به تحلیل روابط متقابل بین اثر هنری کوگات و متن فیتزجرالد سوق داد. یکی از تفسیرهای رایج این است که چشمان آسمانی یادآور چشم‌های اپتومتریست خیالی، تی.جی. اکلبرگ است که روی بیلبورد تجاری محو شده در نزدیکی تعمیرگاه خودرو جرج ویلسون به تصویر کشیده شده است. ارنست همینگوی از این تفسیر حمایت و ادعا کرد که فیتزجرالد به او گفته بود که جلد به بیلبوردی در درهٔ خاکستر اشاره دارد. اگرچه نقل‌قول همینگوی شباهت‌هایی به این استعاره دارد اما می‌توان تفسیر دقیق‌تری را در توصیف صریح فیتزجرالد از دیزی بیوکنن به‌عنوان «دختری که چهرهٔ از بدن جداشده‌اش در قرنیزهای تاریک و تابلوهای خیره‌کننده پخش شده باشد» یافت.

## سبک

### ساختار
گتسبی بزرگ از نه فصل تشکیل شده است. فیتزجرالد برخلاف دو رمان قبلی خود که روایتی خطی داشتند و طی توالی مشخصی پیش می‌رفتند، این بار در گتسبی بزرگ تصمیم گرفت تا پی‌رنگ رمان را در زمان و مکان جابه‌جا کند. در حقیقت، آغاز رمان که نیک کاراوی به معرفی خودش می‌پردازد، پس از پایان واقعه‌هایی است که در ادامه رخ می‌دهد و رمان در همان نقطه به پایان می‌رسد. از نظر ماری جو تیت، فصل‌های اول و نهم به ترتیب پیش‌درآمد و سخن نهایی رمان هستند. او معتقد است که فصل پنجم، به‌عنوان فصل میانی رمان نقطهٔ تحول گتسبی بزرگ است که تجدید دیدار دیزی و گتسبی را توصیف می‌کند. در واقع، فصل‌های اول تا چهارم مقدمه‌ای برای تحقق تجدید دیدار دیزی و گتسبی هستند و فصل‌های ششم تا نهم نیز به عواقب این اتفاق می‌پردازند. از نظر لیندا سی. پلزر، دانشور و مدرس دانشگاه، نتیجهٔ هر فصل رمان حول اتفاق مهمی تنظیم شده است که به آرامی غیرواقعی بودن رمان را آشکار می‌کند.
به‌طور کلی، شخصیت جی گتسبی در این رمان مرموز است و پرکینز پیش از آنکه فیتزجرالد به بازنویسی رمان بپردازد، معتقد بود که شخصیت گتسبی «مبهم» است. با توجه به این موضوع، فیتزجرالد تلاش کرد تا ساختار رمان را تغییر دهد. برای نمونه، فیتزجرالد روایت نیک از جوانی گتسبی و مواجههٔ وی با دان کودی را از فصل هشتم به ابتدای فصل ششم منتقل کرد و متنی که در آن گتسبی اظهار عشق خود به دیزی را برای نیک نقل می‌کند، از فصل هفتم به فصل ششم آورد. از نظر تیت، این جابه‌جایی‌ها باعث شد تا فیتزجرالد بتواند «فصلی کوتاه را پس از اوج احساسی تجدید دیدار گتسبی و دیزی تحکیم کند» و اطلاعات بیشتری دربارهٔ «گتسبی مرموز» را به خوانندهٔ رمان بگوید. تصویر کلی شخصیت گتسبی در این رمان به شیوهٔ خودزندگی‌نامه و زندگی‌نامه در فصل‌های چهارم، ششم و هشتم ترسیم می‌شود. علاوه بر این، در سراسر کتاب شایعاتی دربارهٔ وی مطرح می‌شوند و خاطرات پدر گتسبی و مایر ولفسهایم در فصل نهم نیز به شناخت بیشتر از این شخصیت کمک می‌کند. نرگس انتخابی، نویسنده و مترجم معتقد است که ایجاد شخصیتی رازآلود از گتسبی هدف نویسنده در ایجاد حالت تعلیق است و زمانی که گذشتهٔ این شخصیت برملا می‌شود، نابودی وی و رؤیایش نیز آغاز می‌شود.

### روایت
از آن طرف چمن داد زدم: «جماعت گندی‌ان. یه موی شما می‌ارزه به سرتاپای نکبت همه‌شون.»
هنوز هم خوشحالم که این را گفتم. این تنها تمجیدی بود که از او می‌کردم چون از اول تا آخر همه‌اش با او مخالفت کرده بودم.

گتسبی بزرگ
نیک کاراوی که از شخصیت‌های اصلی رمان فیتزجرالد است، همزمان روایت گتسبی بزرگ را نیز بر عهده دارد. او در بخشی از رمان خودش را به‌عنوان شخصی توصیف می‌کند که «از درون و بیرون به ماجرا می‌نگرد.» انتخابی معتقد است که این توصیف می‌تواند به توازن در روایت بینجامد. او کاراوی را با هولدن کالفیلد، راوی رمان ناطور دشت، نوشتهٔ جی. دی. سالینجر مقایسه می‌کند. از نظر انتخابی، کالفیلد «نقطهٔ ثقل» ناطور دشت است و رویدادها از نگاه وی روایت می‌شوند اما «شگرد فیتزجرالد» در حضور و عدم حضور کاراوی، به‌عنوان راوی در داستان است که بی‌طرفی او را بیشتر نمایان می‌کند. انتخابی مزیت مهم استفادهٔ فیتزجرالد از این نوع روایت را در «حذف تمام حواشی و جزئیات زایدی» می‌داند که به نویسنده کمک می‌کند تا داستان را «فشرده‌تر و موجزتر» بنویسد و از بیان جزئیات بی‌ربط به داستان خودداری کند.
تیت احتمال می‌دهد که فیتزجرالد تکنیک روایتی گتسبی بزرگ را از جوزف کنراد آموخته باشد. چارلز مارلو، ملوان انگلیسی، راوی رمان‌های کنراد همچون لرد جیم و دل تاریکی است. او در دل تاریکی «واسطه‌ای برای بیان داستان» و بخشی از موضوع آن است و کاراوی نیز کارکردی مشابه در گتسبی بزرگ دارد. کاراوی در آغاز رمان می‌گوید «عادت کرده‌ام که قضاوت‌هایم را توی دلم نگه دارم» اما در ادامه اشاره می‌کند که «بردباری‌اش» نیز حدی دارد. توصیف‌های کاراوی از خود و خانواده‌اش در سطرهای نخست گتسبی بزرگ نشان می‌دهد که از لحاظ طبقهٔ اجتماعی و ثروت در حدواندازهٔ بیوکنن‌ها اما پایبند به اصول اخلاقی غرب میانه است. کاراوی تلاش می‌کند تا رواداری خویش را حفظ کند اما روایتش در دو فصل پایانی رمان، پس از تأثیر مستقیم داستان بر وی جانبدارانه می‌شود و به ارزیابی شخصیت‌ها می‌پردازد. انتخابی راوی گتسبی بزرگ را به‌مانند «شاهین ترازویی» تصور می‌کند که در یک کفه‌اش دیزی و تام و در کفهٔ دیگر گتسبی قرار دارد اما در جایی از رمان «شاهین ترازو را به نفع گتسبی می‌چرخاند.»

## بازخوردها

### نقدها همزمان با انتشار

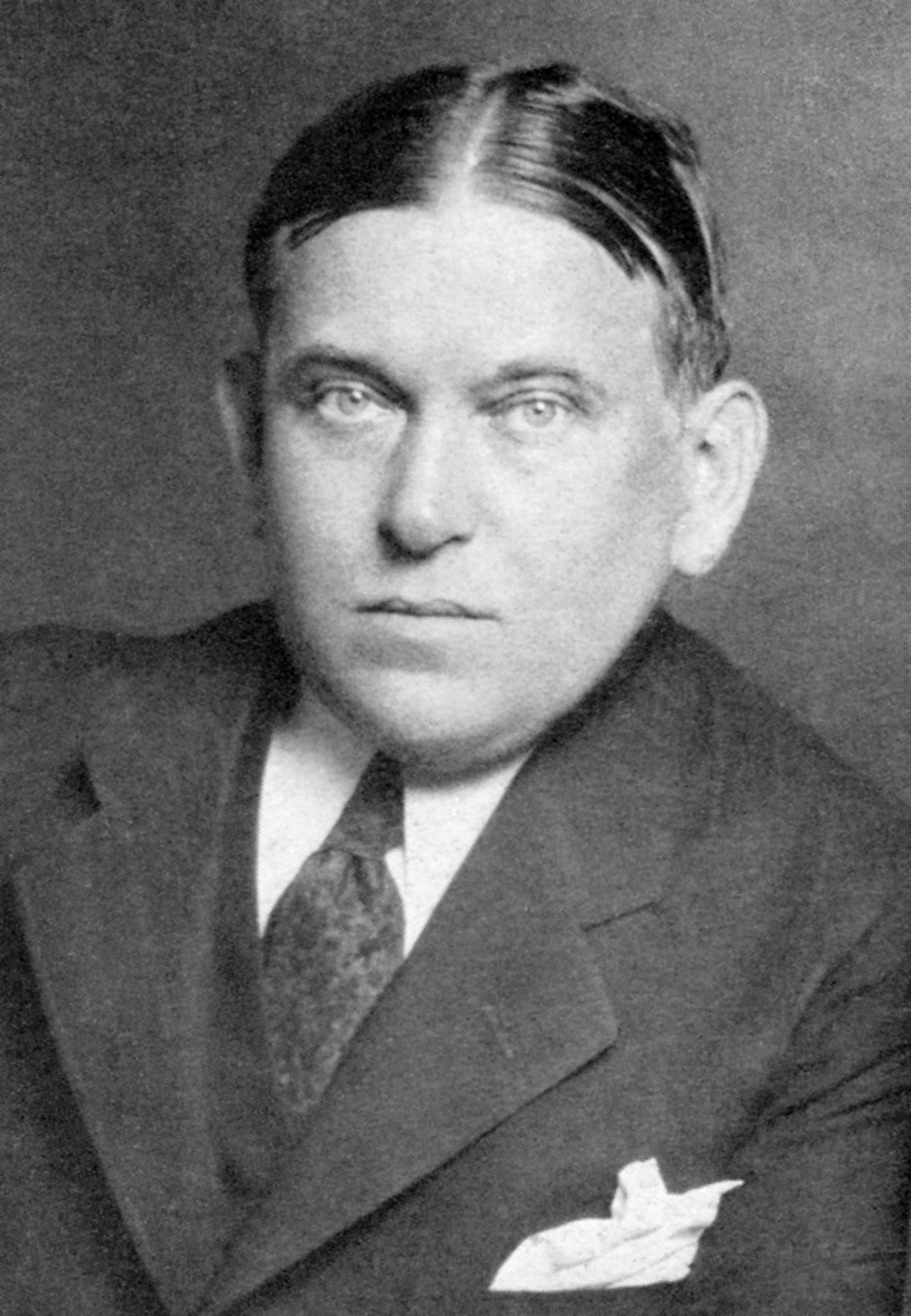
اچ. ال. منکن اگرچه سبک رمان را ستود اما طرح داستانی آن را بسیار نامحتمل نقد کرد؛ انتقادی که فیتزجرالد به‌ویژه از آن رنجید.

گتسبی بزرگ به‌طور کلی نقدهای مثبتی از نقادان ادبی آن دوران دریافت کرد. فیتزجرالد یک روز پس از انتشار رمان به پرکینز تلگراف زد و از او خواست تا نقدها را رصد کند. در پاسخ، پرکینز در تلگرافی وضعیت فروش را نامطمئن اما نقدها را عالی توصیف کرد که باعث ناامیدی فیتزجرالد شد. طولی نکشید که فیتزجرالد نامه‌هایی از هم‌دوره‌هایش ویلا کاتر، ایدیت وارتون و تی. اس. الیوت دریافت کرد که این رمان را ستایش کردند. اگرچه فیتزجرالد از چنین نامه‌نگاری‌هایی خوشحال شد اما به‌دنبال تحسین عمومی از سوی نقادان حرفه‌ای بود.
ادوین کلارک از نیویورک تایمز احساس کرد که این رمان قصه‌ای اسطوره‌ای و فریبنده از عصر جاز بود. به‌طور مشابه، لیلیان سی. فورد از لس آنجلس تایمز این اثر هنری را افشاگرانه خواند که «خواننده را در فضایی با شگفتی شرمسار تنها می‌گذارد». نیویورک پست سبک نثر فیتزجرالد را دل‌پذیر و به‌طور واقعی درخشان توصیف کرد. نیویورک هرالد تریبون کمتر تحت‌تأثیر قرار گرفت و از گتسبی بزرگ به‌عنوان «کیک مرنگ لیمویی ادبی» یاد کرد که با این حال «شامل برخی از قشنگ‌ترین تلنگرهای کوچکِ مشاهده‌های معاصر است که می‌توانید تصورشان کنید — بسیار سبک، ظریف و نیش‌دار». اچ. ال. منکن در شیکاگو دیلی تریبون با وجود تحسین «پایان دقیق و درخشان» رمان و نثر موزون آن، طرح داستانی این اثر را بسیار غیر محتمل ارزیابی کرد.
چندین نقاد ادبی احساس کردند که این رمان دنباله‌ای غیرقابل‌قبول در مقایسه با آثار قبلی فیتزجرالد بود و بر این اساس او را نقد کردند. هاروی ایگلتون از دالاس مورنینگ نیوز پیش‌بینی کرد که این رمان نشان‌دهندهٔ پایان موفقیت هنری فیتزجرالد است. رالف کاگلن از سنت لوئیس پست-دیسپچ این اثر را به‌عنوان عملکردی کم‌اهمیت از نویسندهٔ امیدوارکننده‌ای که خسته و بدبین شده بود، نادیده گرفت. روث اسنایدر از نیویورک ایونینگ ورلد سبک این کتاب را به‌سختی به باد انتقاد گرفت و اظهار داشت که سردبیران این روزنامه «پس از خواندن کتاب گتسبی بزرگ کاملاً متقاعد شده‌اند که آقای فیتزجرالد یکی از نویسندگان بزرگ آمریکا در عصر کنونی نیست». جان مک‌کلور از تایمز-پیکایون اصرار ورزید که طرح داستانی نامحتمل است و خودِ کتاب در ساختارش خام به نظر می‌رسد.
فیتزجرالد پس از خواندن این نقدها معتقد بود که بسیاری از نقادان این رمان را به‌درستی درک نکرده‌اند. او ناامید بود که «هیچ‌یک از نقدها، حتی نقدهای امیدوارکننده نیز ایده‌ای دربارهٔ موضوع رمان نداشتند.» فیتزجرالد به‌ویژه از نقدها به طرح داستانی رمان رنجید که آن را غیرمقبول می‌دانستند؛ زیرا او هرگز قصد نداشت که داستانش واقع‌گرایانه باشد. درعوض، او این اثر را به‌گونه‌ای طراحی کرد تا انگاره‌ای خیالی باشد که بیشتر نمایشی و نمادین بود. به گفتهٔ دوستش جان پیل بیشاپ، فیتزجرالد از این واقعیت که نقادان نتوانستند شباهت‌های زیادی بین زندگی نویسنده و شخصیت جی گتسبی را درک کنند، ناراحت بود. از آن جهت که هر دو نسخه‌ای اسطوره‌ای از خود ایجاد کردند و تلاش کردند تا با این افسانه زندگی کنند. با آغاز رکود بزرگ، از گتسبی بزرگ به‌عنوان اثر تاریخی خاطره‌انگیز یاد می‌شد. زمانی که فیتزجرالد در سال ۱۹۴۰ درگذشت، این رمان تقریباً فراموش شده بود.

### احیا و ارزیابی مجدد
فیتزجرالد در سال ۱۹۴۰ دچار حملهٔ قلبی سوم و مرگبار شد و با این باور که اثرش فراموش شده است، درگذشت. در آگهیِ درگذشت فیتزجرالد در
نیویورک تایمز، از او به‌عنوان رمان‌نویسی درخشان تجلیل و از گتسبی به‌عنوان بزرگ‌ترین اثرش یاد شد. به‌دنبال مرگ فیتزجرالد، بررسی پرشوری برای این کتاب به‌تدریج در محافل نویسندگان شکل گرفت. نویسندگان آینده باد شولبرگ و ادوارد نیوهاوس عمیقاً تحت‌تأثیر آن قرار گرفتند و جان اوهارا تأثیرش را بر کار خود تأیید کرد. در سال ۱۹۴۱، زمانی که گتسبی در داخل نسخهٔ آخرین قارون ادموند ویلسون گنجانده و بازنشر شد، نظر رایج در محافل نویسندگان این رمان را یک اثر داستانی ماندگار می‌دانست.
احیای تمام‌وکمال فیتزجرالد در سال ۱۹۴۴ رخ داد. مقاله‌های کامل دانشگاهی دربارهٔ آثار فیتزجرالد در نشریه‌های دوره‌ای منتشر می‌شد و تا سال بعد اجماع قبلی در میان نقادان حرفه‌ای که گتسبی بزرگ صرفاً یک داستان هیجان‌انگیز یا درام تاریخی خاطره‌انگیز بود، عملاً ناپدید شد. تلاش‌های بی‌وقفهٔ تبلیغیِ ادموند ویلسون که هم‌کلاسی فیتزجرالد در پرینستون و دوست نزدیک او بود، منجر به احیای فیتزجرالد شد. در سال ۱۹۵۱، سه سال پس از مرگ زلدا در آتش‌سوزیِ بیمارستان، آرتور میزنر از دانشگاه کرنل، سمت دور بهشت را که نخستین زندگی‌نامهٔ فیتزجرالد بود، منتشر کرد. زندگی‌نامهٔ پرفروش میزنر بر استقبال مثبت نقادان ادبی از گتسبی بزرگ تأکید داشت که ممکن است بر افکار عمومی تأثیر بیشتری گذاشته و علاقهٔ دوباره به آن را در پی داشته باشد.
علاقهٔ دوباره به این رمان موجب شد تا میزنر، سرمقاله‌نویس نیویورک تایمز آن را به‌عنوان شاهکار قرن بیستم ادبیات آمریکا معرفی کند. گتسبی بزرگ در سال ۱۹۷۴ به جایگاه خود به‌عنوان شاهکار ادبی دست یافت و یکی از مدعیان عنوان «رمان بزرگ آمریکایی» شناخته شد. بسیاری از نقادان ادبی در اواسط دهه ۲۰۰۰ گتسبی بزرگ را یکی از بهترین رمان‌هایی می‌دانستند که تاکنون نوشته شده است و این اثربخشی از برنامه‌های درسی تعیین شده در بیشترِ دبیرستان‌های ایالات متحده بود.

### فروش
بنگاه انتشاراتی چارلز اسکریبنرز سانز گتسبی بزرگ را در ۱۰ آوریل ۱۹۲۵ منتشر کرد. فیتزجرالد که از نقادانِ ناتوان از درکِ رمان ناامید شده بود، امید داشت که این رمان حداقل به موفقیت تجاری دست پیدا کند و شاید تا ۷۵٬۰۰۰ نسخه بفروشد. گتسبی بزرگ به ناامیدی بزرگ فیتزجرالد انجامید و در مقایسه با تلاش‌های قبلی خود یعنی این‌سوی بهشت (۱۹۲۰) و زیبا و ملعون (۱۹۲۲) شکستی تجاری را تجربه کرد. این کتاب تا اکتبر کمتر از ۲۰٬۰۰۰ نسخه فروخت. اگرچه این رمان دو چاپ آغازین را پشت سر گذاشت، با این حال بسیاری از نسخه‌های آن تا سال‌ها بعد فروخته نشد. فیتزجرالد فروش ضعیف را به این واقعیت نسبت داد که زنان در این دوران مخاطب اصلی رمان‌ها بودند و گتسبی شخصیت زن قابل تحسینی نداشت. طبق دفتر حساب او، فیتزجرالد تنها ۲ هزار دلار آمریکا از این کتاب به دست آورده است. با این حال اقتباس صحنه‌ای از اوون دیویس در سال ۱۹۲۶ و نسخهٔ فیلم صامتی که پارامونت منتشر کرد، برای نویسنده درآمدزا بود اما فیتزجرالد ابراز تأسف کرد که این رمان بسیار کمتر از آنچه انتظارش را داشت، موفق شد و نتوانست وی را به‌عنوان رمان‌نویسی جدی در نظر مردم بشناساند.
در بهار ۱۹۴۲، تنها چند ماه پس از ورود ایالات متحده به جنگ جهانی دوم، انجمنی از مدیران انتشارات، شورای کتاب‌ها در زمان جنگ را ایجاد کردند که هدف آن توزیع کتاب‌های آرمد سرویسز ادیشنز با جلد شومیز برای نیروهای رزمی اعلام شد و گتسبی بزرگ نیز یکی از همین کتاب‌ها بود. بر اساس گزارش ستردی ایونینگ پست، طی چند سال بعد ۱۵۵٬۰۰۰ نسخه از گتسبی بین سربازان آمریکایی در خارج از کشور توزیع شد و این کتاب در میان سربازان محاصره شده محبوبیت پیدا کرد. در سال ۱۹۶۰، ۳۵ سال پس از انتشار رسمی رمان، این کتاب به‌طور پیوسته سالی ۱۰۰٬۰۰۰ نسخه فروخت. تا اوایل سال ۲۰۲۰، تقریباً سی میلیون نسخه از گتسبی بزرگ در سراسر جهان به فروش رسیده است و همچنان سالانه ۵۰۰٬۰۰۰ نسخهٔ دیگر از آن فروخته می‌شود. این اثر محبوب‌ترین عنوان اسکریبنرز است که در سال ۲۰۱۳، نسخهٔ الکترونیک آن به‌تنهایی ۱۸۵٬۰۰۰ نسخه فروخت. حق چاپ این رمان در ایالات متحده در ۱ ژانویه ۲۰۲۱، زمانی که تمامی آثار منتشر شده در سال ۱۹۲۵ به مالکیت عمومی درآمدند، منقضی شد.

## ترجمه

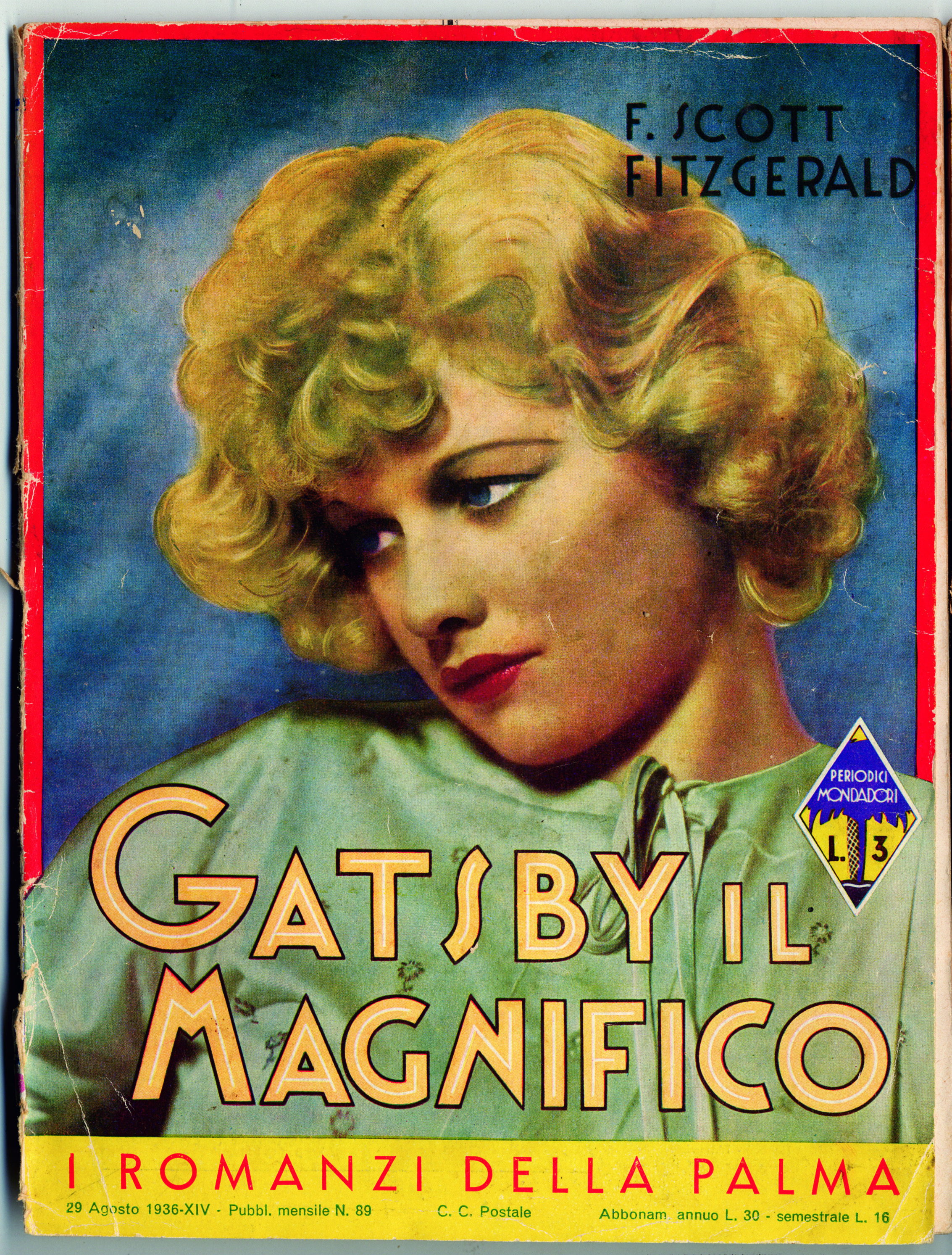
طرح روی جلد ترجمهٔ گتسبی بزرگ به ایتالیایی که انتشارات موندادوری در دههٔ ۱۹۳۰ منتشر کرد

گتسبی بزرگ دست‌کم به ۴۲ زبان مختلف ترجمه شده است. در برخی از زبان‌ها، این رمان بیش از یک ترجمه دارد. ویکتور لونا یک سال پس از انتشار گتسبی بزرگ در ایالات متحده، این رمان را نخستین‌بار به فرانسوی برگرداند. در ایتالیا، نخستین بار انتشارات موندادوری ترجمهٔ چزاره جیاردینی از رمان فیتزجرالد را در سال ۱۹۳۶ در مجموعه‌ای به نام «رمان‌های درخت نخل» منتشر کرد. یکی دیگر از ترجمه‌های معروف این رمان به ایتالیایی، برگردانی از فرناندا پی‌وانو است که همچنان چاپ می‌شود. هاروکی موراکامی در سال ۲۰۰۶، گتسبی بزرگ را به ژاپنی ترجمه کرد. موراکامی ترجمهٔ این رمان را یکی از چالش‌های زندگی خود می‌دانست. در چین، گتسبی بزرگ برای مدتی طولانی اجازهٔ ترجمه و انتشار به زبان چینی را نداشت. پس از انقلاب فرهنگی ۱۹۷۹، مجلهٔ ادبی ورلد لیترچر به وو نینگکون که پیشتر تلاش‌های ناموفقی برای ترجمهٔ این رمان داشت، مأموریت داد تا این رمان را ترجمه کند و سرانجام، ترجمهٔ گتسبی بزرگ در سال ۱۹۸۳ در سرزمین اصلی چین منتشر شد. به گزارش سیکست تون، تا دو دهه بعد، بیش از ۲۹ ترجمهٔ دیگر در این کشور منتشر شده است.

### ترجمه به فارسی

#### نخستین ترجمه
کریم امامی اولین مترجم در ایران بود که گتسبی بزرگ را به فارسی برگرداند. او در اوایل دههٔ ۱۳۴۰ در بخش‌های فارسی و انگلیسی روزنامهٔ کیهان مشغول به کار بود و در آنجا به نویسندگی و ترجمهٔ خبرها، مقالات و آثار نویسندگان و شاعران ایرانی به زبان انگلیسی برای انتشار در کیهان اینترنشنال و ضمیمه‌های آن پرداخت. امامی اولین کتاب ترجمه‌ای خود را که برگردان نمایشنامهٔ با خشم به یاد آر از جان آزبرن به فارسی است، با هزینهٔ شخصی خود در سال ۱۳۴۲ به چاپ رساند. ترجمهٔ این نمایشنامه، مطالبی که در کیهان اینترنشنال منتشر می‌کرد و نیز آشنایی قبلی دریابندری که از زمان فعالیت امامی در استودیو فیلم گلستان شکل گرفته بود، موجب شد تا او پیشنهاد ترجمهٔ این رمان را به امامی بدهد. نجف دریابندری در آن زمان سرویراستاری مؤسسهٔ انتشارات فرانکلین، به مدیریت همایون صنعتی‌زاده را بر عهده داشت. او به‌دنبال مترجم برای ترجمهٔ کتاب‌های آمریکایی می‌گشت و پس از گفت‌وگوها، امامی پیشنهاد فرانکلین برای ترجمهٔ رمان فیتزجرالد را می‌پذیرد.

در سال‌هایی که جوان‌تر و به‌ناچار آسیب‌پذیرتر بودم پدرم پندی به من داد که آن را تا به امروز در ذهن خود مزه‌مزه می‌کنم. وی گفت: «هر وقت دلت خواست عیب کسی رو بگیری، یادت باشه که تو این دنیا، همهٔ مردم مزایای تو رو نداشته‌ن.»
 پدرم بیش از آن نگفت ولی من و او با وجود کم‌حرفی همیشه زبان یکدیگر را خوب می‌فهمیم، و من دریافتم که مقصودش خیلی بیشتر از آن بود.

گتسبی بزرگ
به‌گفتهٔ امامی، ترجمهٔ گتسبی شش ماه طول کشید و انتشارات فرانکلین که پیشنهاد ترجمهٔ رمان فیتزجرالد را داده بود، انتشار آن را به شرکت انتشارات سیروید سپرد که در سال ۱۳۴۴، با عنوان طلا و خاکستر منتشر شد. به‌گفتهٔ مترجم، این تصمیم ناشر بود که رمان با عنوان دیگری منتشر شود. پس از انتشار نخستین چاپ، انتقادهایی به ترجمهٔ امامی که اصالتاً شیرازی بود مطرح شد؛ از جمله بهمن فرسی که معتقد بود برخی اصطلاحات شیرازی در متن کتاب، به‌ویژه در بخش گفتگوها دیده می‌شود. امامی به‌گفتهٔ خودش در چاپ‌ها و بازنگری‌های بعدی سعی کرد تا از حجم «شیرازی‌بازی» ها بکاهد و تغییرات جزئی در ترجمه را انجام داد. از نظر امامی نثر فیتزجرالد دشوار بود و اگر می‌خواست سبک این نویسنده را حفظ کند، ترجمهٔ گتسبی بزرگ به فارسیِ روان و راحت نمی‌شد. او سعی کرد این رمان را که معتقد بود نثری دقیق و ظریف دارد، به‌طور کامل به فارسی برگرداند که همین موضوع باعث می‌شود تا از نظر وی نثر فارسی آن ساده نباشد و مانند متن اصلی کتاب، سنگین به نظر برسد.
صنعتی‌زاده در اواخر دههٔ ۱۳۳۰، سازمان کتاب‌های جیبی را تأسیس کرد که به انتشار دوبارهٔ کتاب‌هایی می‌پرداخت که پیشتر در قطع بزرگ منتشر شده بودند. طلا و خاکستر یکی از همین کتاب‌ها بود که در سال ۱۳۴۷، در قطع جیبی و با عنوان گتسبی بزرگ منتشر شد. ناشر سومین چاپ نیز همانند چاپ دوم، سازمان کتاب‌های جیبی بود که این اثر را در قطع رقعی کوچک در سال ۱۳۵۴ منتشر کرد.
فرانکلین تهران در سال ۱۳۵۶ منحل و تشکیلات آن به سازمان آموزشی نومرز، وابسته به دانشگاه آزاد ایران منتقل شد. همزمان سهام سازمان کتاب‌های جیبی نیز به انتشارات امیرکبیر که عبدالرحیم جعفری اداره می‌کرد، فروخته شد. پس از انقلاب ۱۳۵۷، سازمان آموزشی نومرز به سازمان انتشارات و آموزش انقلاب اسلامی تغییر نام یافت و در دههٔ ۱۳۷۰ در انتشارات علمی و فرهنگی ادغام گردید. گروه انتشاراتی امیرکبیر نیز که سهام سازمان کتاب‌های جیبی را خریداری کرده بود، در سال ۱۳۶۲ به سازمان تبلیغات اسلامی واگذار شد. با این تغییر و تحولات، ترجمهٔ امامی از گتسبی بزرگ نیز برای سال‌ها تجدید چاپ نشد.
امامی در دهه‌های ۱۳۶۰ و ۱۳۷۰ از گردانندگان انتشارات و کتاب‌فروشی زمینه بود و در این سال‌ها به تصحیح و بهبود ترجمهٔ گتسبی بزرگ پرداخت. بیست و پنج سال پس از آخرین چاپِ ترجمهٔ این رمان، انتشارات نیلوفر مجوز بازچاپ گتسبی را از انتشارات علمی و فرهنگی اخذ و آن را در سال ۱۳۷۹، با ویرایش‌های اساسی امامی منتشر می‌کند. امامی در مقدمهٔ چاپ چهارم، به برخی از تصحیح‌ها و بهبودهای ترجمه اشاره می‌کند و همانند چاپ‌های قبلی، ترجمهٔ برخی از نامه‌های نویسنده، فهرست آثار وی، نقدی به رمان و نامهٔ مترجم به عزیزهندوخان را به‌همراه فهرست ۱۰۰ رمان برتر قرن بیستم، در انتهای کتاب می‌آورد. او در گتسبی بزرگ، بیشتر از ترجمهٔ تحت‌اللفظی و همچنین از شیوه‌های دیگر ترجمه همچون جایگزینی، واژه‌سازی و وام‌گیری کمک گرفت. امامی در ترجمه‌اش از شیوهٔ حذف کردن استفاده نکرد تا با ترکیب شیوه‌های مختلف بتواند مفاهیم را به زبان مقصد منتقل کند.

#### دهه ۱۳۹۰ و ترجمه‌های تازه
در دههٔ ۱۳۹۰ ترجمه‌های متعددی از گتسبی بزرگ در ایران منتشر شد که شامل بازچاپ ترجمهٔ کریم امامی نیز می‌شود که انتشارات امیرکبیر و علمی و فرهنگی منتشر کردند. انتشارات امیرکبیر در سال ۱۳۹۰، بار دیگر ترجمهٔ امامی را در مجموعهٔ رمان‌های بزرگ دنیا و انتشارات علمی و فرهنگی نیز در سال ۱۳۹۵، این رمان را در قطع جیبی منتشر کرد. برگردان مهدی افشار که انتشارات مجید در سال ۱۳۹۲ منتشر کرد و ترجمهٔ محمدصادق سبط‌الشیخ از نشر چلچله در سال ۱۳۹۳، از اولین بازترجمه‌هایی بود که از این رمان منتشر شد. نشر روزگار نیز در سال ۱۳۹۴، ترجمهٔ تازه‌ای از گتسبی را منتشر کرد که برگردانی از معصومه عسگری است.
نشر ماهی در سال ۱۳۹۵، ترجمه‌ای تازه از گتسبی بزرگ را منتشر کرد که برگردانی از رضا رضایی است. رضایی که پیش از گتسبی، برخی از رمان‌های نویسندگان مختلف را ترجمه یا بازترجمه کرده بود، معتقد است که ترجمهٔ مجددِ آثار کلاسیک، امری رایج تلقی می‌شود و در صورتی که به بهبود ترجمه‌های پیشین بینجامد، بهتر است تا انجام شود. به‌گفتهٔ رضایی، علی خزاعی‌فر، مدیر فصلنامهٔ مترجم از او و چند مترجم دیگر می‌خواهد فصل اول رمان گتسبی بزرگ را ترجمه کنند تا در این تحقیق گرایش‌های آنان مورد بررسی قرار بگیرد و با هم مقایسه شوند. این موضوع باعث شد تا رضایی به بازترجمهٔ این اثر بپردازد. از نظر رضایی، ترجمه‌های مجددی که از گتسبی بزرگ منتشر شده‌اند، از نخستین ترجمه ضعیف‌تر هستند و او پس از بررسی ترجمهٔ کریم امامی که از دیدگاه وی «معیوب» است، تلاش کرد تا ترجمهٔ بهتری را ارائه کند. او ترجمهٔ گتسبی بزرگ را به‌دلیل «ریزه‌کاری‌های عجیب و غریبی» که دارد، ناتمام و وقت‌گیر دانست و به‌مانند دامی توصیف کرد که می‌تواند باعث دردسر برای مترجم آن شود. او در پیش‌گفتار ترجمهٔ خود به‌طور مختصر به معرفی فیتزجرالد و دلایل بازترجمهٔ این اثر می‌پردازد و نیز نقدی از رمان را در پس‌گفتار این کتاب قرار داده است.
نرگس انتخابی معتقد است که با وجود ایجاز گتسبی بزرگ، فیتزجرالد با «بازی‌های زبانی» و استفاده از «واژگان، اصطلاحات و تعابیر بکر» کار را برای مترجم این اثر دشوار کرده است. او به شیوهٔ به‌کارگیری رضایی از زبان شکسته که به تناسب موقعیت‌های داستان است، اشاره کرد و آن را «هوش‌مندانه و محتاطانه و نظام‌مند» دانست. انتخابی در عین حال معتقد است که مترجم می‌توانست پانوشت‌های بیشتری را با توجه به اشاره‌هایی که نویسندهٔ رمان به فرهنگ آمریکایی دارد، بیاورد تا به خواننده در درک بیشتر داستان کمک کند. محمد دهقانی برخلاف نظر انتخابی با کاربرد زبان شکسته در دیالوگ‌های این رمان موافق نیست و معتقد است که استفادهٔ درست رضایی از «لحن و نحو زبان محاوره» کفایت می‌کرد. از نگاه وی، «شکسته‌نویسی» باعث بروز مشکلاتی می‌شود و بهتر بود تا خوانندهٔ این رمان را آزاد گذاشت تا «داستان را با هر لهجه‌ای که خودش دوست دارد بخواند.» او به لزوم دقت بیشتر در ترجمهٔ برخی تعبیرات و صفات نیز اشاره کرد و به مقایسهٔ برخی از این موارد با ترجمهٔ امامی پرداخت. هومن پناهنده، زبان‌شناس، ویراستار و مترجم در مقاله‌ای که در نگاه نو منتشر شد، به مقایسهٔ ترجمه‌های امامی و رضایی پرداخت. او در این مقاله نوشت که ترجمه‌های مجدد گتسبی بزرگ باید در تلاش باشند تا ترجمه‌ای برتر از نخستین ترجمه را ارائه کنند. از نگاه وی این امر برای سه ترجمهٔ مجددی که پیش از ترجمهٔ رضایی منتشر شده‌اند، صادق نیست و میزان کیفیت آن‌ها نمی‌تواند پیشرفت ترجمهٔ امامی را نشان بدهد.

## تحلیل انتقادی

### درون‌مایه‌های اصلی

#### رؤیای آمریکایی

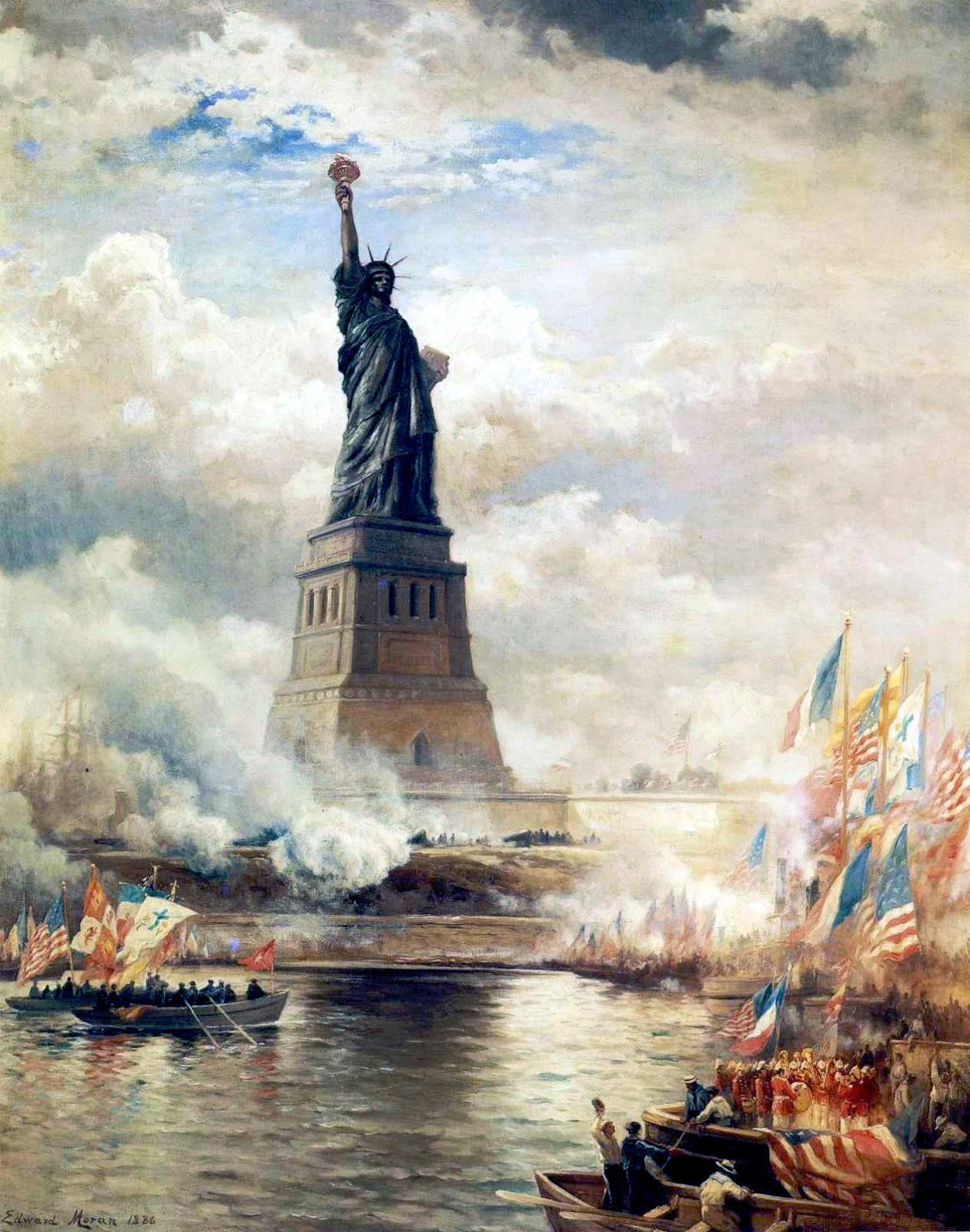
رؤیای آمریکایی که اغلب با مجسمهٔ آزادی، به معنای فرصت‌های زندگی نمایش می‌یابد، موضوع اصلی این رمان است

نقدهایی که پس از مرگ فیتزجرالد منتشر شدند، بیشتر بر سرخوردگی این نویسنده از رؤیای آمریکایی در دوران لذت‌گرایانهٔ جاز (عبارتی که فیتزجرالد مدعی بود خودش ابداع کرده) متمرکز بودند. از نظر راجر ال. پیرسون، دانشور ادبی اثر فیتزجرالد بیش از سایر رمان‌ها با این تصور از رؤیای آمریکایی مرتبط است. پیرسون که ریشه‌های ادبی این رؤیا را از زمان آمریکای مستعمراتی دنبال کرده است، محتوای آن را باور به این موضوع می‌داند که هر فردی صرف‌نظر از اصل‌ونسب خویش می‌خواهد به هدف‌های سیاسی، مالی یا اجتماعی برسد. به‌گفتهٔ پیرسون این موضوع مفهوم ادبی آمریکا، یعنی «سرزمین فرصت‌ها» را بیان می‌کند.
با این حال، پیرسون خاطرنشان کرد که فیتزجرالد برخلاف نویسندگان پیشین آمریکایی، برخورد خوشبینانه‌ای نداشت. از نظر وی گتسبی پیام‌آور دروغین رؤیای آمریکایی است و کسانی که به‌دنبال این رؤیای دست‌نیافتنی هستند، در نهایت چیزی جز ناخرسندی عایدشان نمی‌شود. نرگس انتخابی می‌نویسد که دیزی بیوکنن، زنی که گتسبی همهٔ تلاشش را به کار می‌گیرد تا به او برسد، نمادی از آمریکا است؛ «اغواگر و فریبنده، ولی پوچ و توخالی». رؤیای آمریکایی، وعدهٔ این سرزمین به مهاجران اولیهٔ اروپایی سرمایه‌داری و مصرف‌گرایی را ترویج می‌دهد و گتسبی عاشق در این راه برای جبران گذشته «ثروت بادآورده‌اش» را به‌سرعت خرج می‌کند اما در نهایت، «ناحق و ناروا» به قتل می‌رسد. در این زمینهٔ تحلیلی، نور سبز لنگرگاه بیوکنن که از خانهٔ گتسبی قابل رؤیت است، اغلب به‌عنوان نمادی از هدف غیرقابل‌تحقق گتسبی برای رسیدن به دیزی و در نتیجه شکست رؤیای آمریکایی تفسیر می‌شود.

#### ثبات طبقاتی
دانشوران و نویسندگان معمولاً اختلافات طبقاتی عمیق را دلیل ناتوانی گتسبی در رسیدن به رؤیای آمریکایی می‌دانند. این رمان بر محدودیت‌های اعضای طبقهٔ پایین اجتماعی آمریکا تأکید می‌کند که در واقع نمی‌توانند موقعیت اجتماعی خود را بهتر کنند. دانشور، سارا چرچول معتقد است رمان فیتزجرالد حکایتی از تضاد طبقاتی در کشوری است که نمی‌خواهد آشکارا به داشتن نظام طبقاتی اعتراف کند.
اگرچه دانشوران دربارهٔ تداوم اختلافات طبقاتی در ایالات متحده اختلاف‌نظر دارند اما درمورد پیام این رمان که ثبات طبقاتی است، هم‌نظر هستند. تقابل منابع ریشه‌دار قدرت اجتماعی-اقتصادی با نوکیسه‌هایی مثل گتسبی که منافع‌شان را تهدید می‌کنند، از کشمکش‌های اصلی گتسبی بزرگ و نشان‌دهندهٔ تداوم ثبات طبقاتی در اقتصاد سرمایه‌داری کشوری است که نوآوری و سازش‌پذیری را ارج می‌نهد. به‌گفتهٔ دایان بکتل، فیتزجرالد می‌خواست با نوشتن گتسبی بزرگ نشان بدهد که در آمریکا جایگاه طبقهٔ اجتماعی برتر از ثروت است. با توجه به این استدلال، حتی اگر آمریکایی‌های فقیرتر ثروتمند شوند، باز هم نسبت به «پول‌داران قدیمی» در جایگاه پایین‌تری قرار می‌گیرند. گتسبی تلاش می‌کند تا با انجام کارهای غیراخلاقی و غیرقانونی بتواند طبقهٔ اجتماعی خود را تغییر دهد و اگرچه موفق می‌شود تا یکی از اعضای طبقهٔ بورژوا شود اما این موضوع برایش شأن اجتماعی به‌همراه ندارد. در نتیجه، گتسبی و دیگر شخصیت‌های این رمان در یک نظام طبقاتی سفت‌وسخت آمریکایی گرفتار شده‌اند.

#### روابط جنسیتی

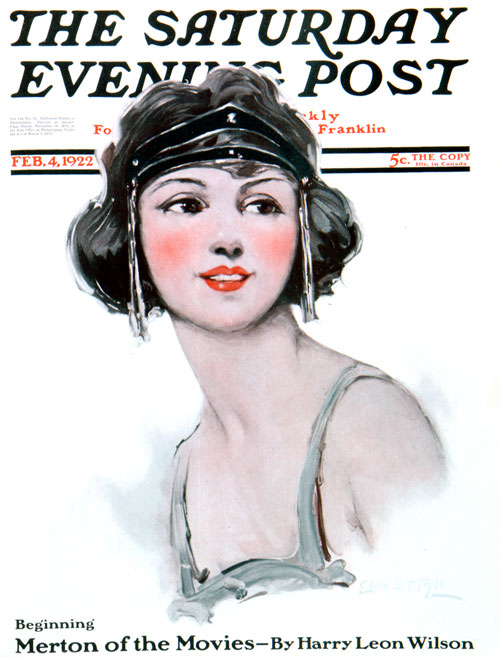
تصویری ایده‌آل از یک فلاپر که الن برنارد تامپسون پیل آن را برای جلد ستردی ایونینگ پست (۱۹۲۲) به تصویر کشیده است

گتسبی بزرگ علاوه بر بیان دشواری‌های رسیدن به رؤیای آمریکایی، انتظارات جنسیتی اجتماعی در عصر جاز را نیز مطرح می‌کند. شخصیت دیزی بیوکنن در این رمان کهن‌الگویی از فرهنگ نوظهور فلاپری است. فلاپرها معمولاً زنان جوان و مدرنی بودند که موهای خود را کوتاه می‌کردند و دامن کوتاه می‌پوشیدند. آن‌ها همچنین نوشیدنی‌های الکلی می‌نوشیدند و رابطهٔ جنسی پیش از ازدواج داشتند.
اثر فیتزجرالد با وجود آزادی‌های اجتماعی تازه‌ای که به فلاپرها در دههٔ ۱۹۲۰ داده شد، به‌طور منتقدانه محدودیت‌های مستمر بر عاملیت زنان را بررسی می‌کند. نقادان در ابتدا شخصیت دیزی را «هیولای سلیطه» نامیدند اما بعدها دانشورانی همچون لیلند اس. پرسون جونیور تأکید کردند که شخصیت دیزی نمونه‌ای از نادیده گرفتن زنان در محیط اجتماعی نخبگان است.
پرسون دیزی را قربانی بخت‌برگشته‌ای نامید که در آغاز تحت سلطهٔ بی‌عاطفهٔ تام است و سپس گرفتار عشقِ عاری از انسانیت گتسبی می‌شود. دیزی بی‌اختیار به جام مقدسی در مرکز جستجوی بلندپروازانهٔ گتسبی تبدیل می‌شود تا او بتواند به تصور جوانی‌اش از جی گتسبی وفادار بماند. کشمکش بعدی امیال میان تام و گتسبی جایگاه او را تا یک همسر جوان و جذاب پایین می‌آورد که منحصراً وجودش موفقیت اجتماعی-اقتصادی صاحبش را بیشتر می‌کند.
دیزی به‌عنوان زنی سفیدپوست از طبقهٔ فرادست که در ایست اگ زندگی می‌کند، باید به انتظارات اجتماعی و هنجارهای جنسیتی آن دوره مانند ایفای فعالانهٔ نقش همسر وظیفه‌شناس، مادر پرورش‌دهنده و مهمانی‌رو جذاب پایبند باشد. بسیاری از انتخاب‌های دیزی – که در نهایت به تصادف مرگبار و فلاکت همهٔ افراد درگیر منجر می‌شود – را می‌توان به توصیف «نفهم کوچک خوشگل» نسبت داد که برای امنیت مالی و اجتماعی به همسرش متکی است. او ترجیح می‌دهد علی‌رغم دلبستگی به گتسبی، به‌خاطر امنیت‌های به‌دست‌آمده از ازدواج با تام بیوکنن، در کنار همسرش بماند.

#### نژاد و مهاجرت

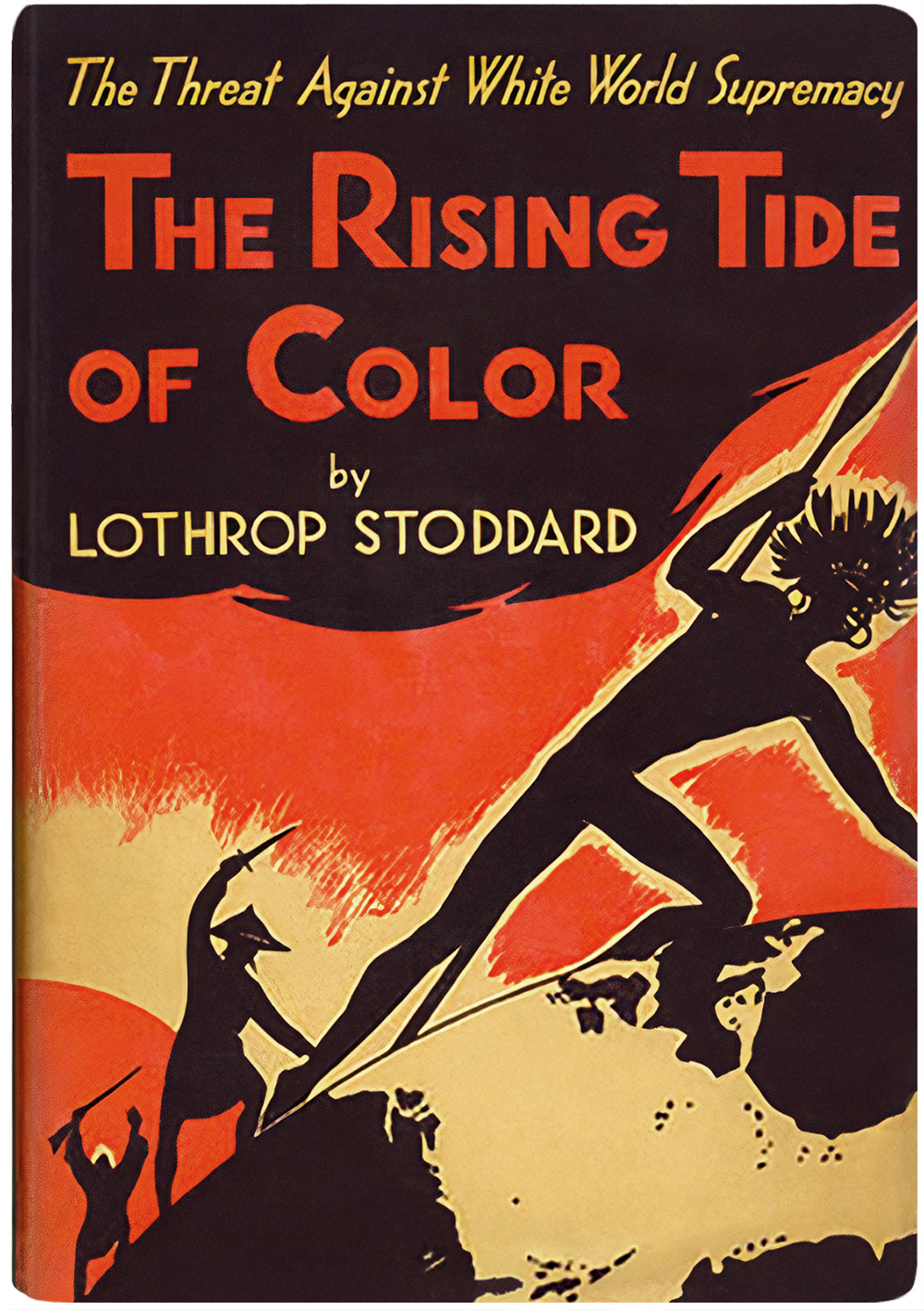
رمان فیتزجرالد به کتاب خیالی برآمدن امپراتوری‌های رنگین از گادارد استناد می‌کند که در واقع نقیضه‌ای از کتاب برآمدن موج رنگ (۱۹۲۰) نوشتهٔ لوتروپ استودارد است

بسیاری از دانشوران به تشریح درون‌مایهٔ نژاد و مهاجرت در گتسبی بزرگ پرداخته‌اند که به‌طور خاص ساکنان قدیمی آمریکا مهاجران را تهدیدی برای موقعیت اجتماعی-اقتصادی خود می‌دانند. مثلاً ضدقهرمان رمان، تام بیوکنن ادعا می‌کند که او، نیک و جردن از نژاد برتر نوردیک هستند، با مهاجرت مخالف است و از برترپنداری نژاد سفید حمایت می‌کند. کتاب تخیلی برآمدن امپراتوری‌های رنگین، نوشتهٔ گادارد که تام به آن استناد می‌کند، در حقیقت نقیضه‌ای از کتاب پرفروش دههٔ ۱۹۲۰، برآمدن موج رنگ از لوتروپ استودارد است. استودارد هشدار داد که مهاجرت ترکیب نژادی آمریکا را تغییر داده است و این کشور را ویران خواهد کرد.
به‌نظر والتر بن مایکلز، نظریه‌پرداز ادبی رمان فیتزجرالد به توصیف دوره‌ای تاریخی از ادبیات آمریکا با ویژگی ترس از هجوم مهاجران اروپای جنوبی و شرقی می‌پردازد که «دیگری» آن‌ها احساس هویت ملی آمریکایی‌ها را به چالش می‌کشد. این نگرانی‌ها در گفتمان ملی، برجسته‌تر از پیامدهای اجتماعی جنگ جهانی اول و چه کسی «آمریکایی واقعی» است، یکی از پرسش‌های مهم آن زمان بود.
خصومت تام با گتسبی مظهر «آخرین آمریکا» است و می‌تواند بخشی از تشویش‌های مقام اجتماعی در این دوره باشد که یکی از پیامدهایش بروز دیدگاه‌های ضدمهاجرتی بود. تام از گتسبی به‌عنوان «آقای هیچ‌کس اهل ناکجاآباد» یاد می‌کند و به‌دلیل اصل‌ونسب، هویت قومی-مذهبی و همچنین وضعیت طبقهٔ اجتماعی نامشخص خود، نقشی رمزگونه دارد. او نامش را از جیمز گتس به جی گتسبی تغییر می‌دهد تا گذشته و هویتش را پنهان کند. قومیت گتسبی نامشخص است اما نام خانوادگی‌اش، گتس و پایبندی پدرش به مذهب لوتری نشان می‌دهد که خانواده‌اش از مهاجران آلمانی هستند، بنابراین او نمی‌تواند جزوی از آمریکایی‌های اولد استاک با وضعیت اجتماعی مطلوب باشد. ترقی اقتصادی-اجتماعی گتسبی نه‌تنها به‌دلیل موقعیت اجتماعی نوکیسه‌ها، بلکه به‌خاطر اینکه بیگانه است، نوعی تهدید تلقی می‌شود.
وجود چنین درون‌مایه‌هایی نشان می‌دهد که گتسبی بزرگ تجربهٔ همیشگی آمریکا را به تصویر می‌کشد، زیرا داستانی درمورد تغییر و کسانی است که در برابر آن مقاومت می‌کنند؛ حال این تغییر می‌تواند به شکل موج جدید مهاجران، نوکیسه‌ها یا اقلیت‌های موفق رخ دهد. آمریکایی‌ها از دههٔ ۱۹۲۰ به بعد عمدتاً با شرایط بی‌ثبات اقتصادی-اجتماعی خود از یکدیگر متمایز می‌شوند و باید در جامعه‌ای با تعصبات نژادی و قومی ریشه‌دار زندگی کنند. از سوی دیگر، دانشوران بر تجسم فیتزجرالد از تشویش‌ها و درگیری‌های اجتماعی آن دوران تأکید کرده‌اند که با وجود گذشت تقریباً صد سال از انتشار رمان، برخی از آن‌ها همچنان در جامعه وجود دارند.

#### گرایش و هویت جنسی
در دهه‌های اخیر موضوع گرایش جنسی شخصیت‌های مختلف گتسبی بزرگ باعث انجام مطالعات کوئیر شده است. با توجه به جزئیات زندگی‌نامه‌ای فیتزجرالد، گرایش جنسی وی یکی از مسائل موردبحث در میان دوستان و آشنایان این نویسنده بود. فیتزجرالد در جوانی ارتباطی نزدیک با پدر سیگورنی فی، کشیش کاتولیک احتمالاً همجنس‌گرا داشت و در این رمان از نام خانوادگی این کشیش برای شخصیت دیزی فی استفاده کرد. او پس از کالج در گردش‌های خود در مینه‌سوتا مبدل‌پوش بود. سال‌ها بعد، هنگامی که فیتزجرالد مشغول نوشتن پیش‌نویس گتسبی بزرگ بود، شایعاتی در میان جامعهٔ مهاجران آمریکایی در پاریس مطرح شد که او همجنس‌گرا است. بلافاصله همسرش، زلدا نیز به دگرجنس‌گرایی فیتزجرالد شک کرد و گفت که او همجنس‌گرای پنهان است. او علناً فیتزجرالد را با توهین‌های همجنس‌گرایانه تحقیر و ادعا کرد که فیتزجرالد و ارنست همینگوی درگیر روابط همجنس‌گرایانه هستند. این واقعه‌ها همزمان با انتشار رمان، زندگی خانوادگی فیتزجرالد را دچار تنش کرد.
گرچه تمایلات فیتزجرالد موضوع بحث‌های دانشگاهی است، چنین جزئیاتی به نقدهایی اعتبار می‌دهد که معتقدند شخصیت‌های داستانی او همجنس‌گرا یا دوجنس‌گرا هستند. در اوایل سال ۱۹۴۵، نقادانی همچون لیونل تریلینگ اشاره کردند که شخصیت‌های گتسبی بزرگ مانند جردن بیکر ممکن است «به‌طور مبهمی همجنس‌گرا» باشند و در سال ۱۹۶۰، نویسنده اتو فردریش درمورد سهولت بررسی روابط بی‌نتیجه در رمان فیتزجرالد از طریق لنز کوئیر اظهارنظر کرد. در دهه‌های اخیر، تحقیق‌ها بیشتر بر گرایش جنسی نیک کاراوی متمرکز شده‌اند. به‌عنوان مثال در یکی از بخش‌های رمان، کاراوی مجلس می‌گساری را همراه با آقای مک‌کی که او را «مرد زردنبویی که حرکات و سکنات نسبتاً زنانه دارد» می‌نامد، ترک می‌کند — به‌دنبالش سه‌نقطه‌ای که داستان را قطع می‌کند — و بعداً خودش را ایستاده کنار تخت او می‌بیند که مک‌کی با زیرجامه‌ای وسط تخت خواب نشسته و پوشهٔ بزرگی در دست دارد. چنین صحنه‌هایی باعث شده است که دانشوران نیک را همجنس‌گرایی آشکار بدانند و تحلیل‌هایی مثل وابستگی عاطفی کاراوی به جی گتسبی را مطرح کنند. با این دلایل، گتسبی به‌عنوان کاوش هویت جنسی در طول دوره‌ای تاریخی توصیف شده است که طی گذاری اجتماعی به‌سمت مدرنیته حرکت می‌کند.

#### فناوری و محیط زیست
نقدهای فناورانه و زیست‌محیطی برای گتسبی بزرگ و شخصیت‌هایش جایگاهی فراتر از زمینهٔ تاریخی رمان قائل هستند. لئو مارکس در کتابش، ماشینی در باغ نوشت که اثر فیتزجرالد کشمکش بین آرمان شبانی پیچیده در آمریکای گذشته و تحولات اجتماعی ناشی از صنعتی‌سازی و فناوری ماشینی را نشان داده است. او به‌طور خاص به درهٔ خاکستر، زمینِ بی‌حاصلِ ساختهٔ دست بشر اشاره می‌کند که محصول جانبی صنعتی‌سازی است و سبک زندگی پررونق گتسبی، از جمله اتومبیل وی را ممکن ساخته است. به‌نظر مارکس، فیتزجرالد می‌خواهد از طریق نیک اشتیاق شبانی را بیان کند که سایر نویسندگان دههٔ ۱۹۲۰ مانند ویلیام فاکنر و ارنست همینگوی نیز به آن علاقه داشتند. اگرچه برخی از نویسندگان آرمان شبانی را گرامی می‌دارند اما در عین حال می‌پذیرند که پیشرفت فناوری باعث شده است تا این آرمان کم‌رنگ‌تر شود. در این زمینه، عدم پذیرش شرق ایالات متحده از سوی نیک نشان‌دهندهٔ تلاشی بیهوده برای عقب‌نشینی به‌سوی طبیعت است. با این حال، اثر فیتزجرالد نشان می‌دهد که هرگونه مرزبندی فناورانه بین شرق و غرب ایالات متحده از بین رفته است و در نتیجه نمی‌توان به گذشته‌ای شبانی فرار کرد.
براساس استدلال دانشوران، جست‌وجوی حریصانهٔ ثروت در رمان فیتزجرالد با توجیه تأمین منافع شخصی می‌تواند به دگرگونی محیط زیست بینجامد. به‌گفتهٔ کایل کیلر، زندگی گتسبی به بسیاری از منابع خودمحور و انسان‌محور وابسته است. گتسبی تحت‌تأثیر معدن‌کاری مُرشد خیالی‌اش، دان کودی در بحبوحهٔ جنگ جهانی اول در جنگل‌زدایی گسترده شرکت می‌کند و سپس فعالیت‌های قاچاق نوشیدنی‌های الکلی را براساس بهره‌برداری از کشاورزی آمریکای جنوبی انجام می‌دهد. او به‌راحتی ویرانی اسراف‌کارانهٔ درهٔ خاکستر را نادیده می‌گیرد تا سبک زندگی مصرف‌گرای خود را ادامه دهد و با این کار شکاف ثروت را تشدید می‌کند که در دههٔ ۱۹۲۰ آمریکا آشکارتر شد. کیلر استدلال می‌کند اگرچه ترقی اجتماعی-اقتصادی و خوددگرگونی گتسبی به همین عوامل بستگی دارد اما هر کدام از این‌ها ممکن است سبب‌ساز بحران‌های زیست‌محیطی کنونی باشند.

### یهودستیزی
گتسبی بزرگ به‌دلیل استفاده از کلیشه‌های یهودیان به یهودستیزی متهم شده است. مایر ولفسهایم دوست یهودی و مرشد گتسبی، از شخصیت‌های فرعی این رمان است که به گتسبی در کار قاچاق نوشیدنی‌های الکلی کمک می‌کند و در گاوبندی سری جهانی ۱۹۱۹ نیز سهیم بوده است. ولفسهایم در دومین و آخرین حضورش در این رمان ترجیح می‌دهد تا در مراسم خاک‌سپاری گتسبی شرکت نکند. فیتزجرالد او را «جُهود ریزنقشی که دماغ پَخی داشت» با «چشم‌های ریز» و «دو کُپه ظریف مو که توی هر کدام از سوراخ‌های بینی‌اش روییده بود» توصیف می‌کند. او با برانگیختن کلیشه‌های نژادی درمورد دماغ یهودی ولفسهایم، آن را «باحالت»، «غم‌انگیز» و قادر به «نشانه گرفتن» در حالت عصبانیت می‌نامد. شخصیت داستانی مایر ولفسهایم گریزی به زندگی واقعی قمارباز یهودی و رئیس تبهکاران معروف نیویورک، آرنولد روتشتاین دارد که یک بار فیتزجرالد در شرایط نامشخصی با او ملاقات کرد. روتشتاین در جریان رسوایی بلک ساکس که سری جهانی ۱۹۱۹ را لکه‌دار کرد، مقصر شناخته شد.
براساس تفسیرها، ولفسهایم نمایانگر کلیشهٔ یهودی خسیس است. ریچارد لوی، نویسندهٔ کتاب یهودستیزی: دائرةالمعارف تاریخی تعصب و آزار و شکنجه می‌گوید که ولفسهایم یهودیت را به فساد متصل می‌کند. میلتون هیندوس، استادیار علوم انسانی دانشگاه شیکاگو در سال ۱۹۴۷ در کامنتری نوشت که این کتاب دستاوردی ادبی بود اما ولفسهایم تهاجمی‌ترین شخصیت رمان و اثر فیتزجرالد نجوایی یهودی‌ستیزانه دارد. با این حال، هیندوس معتقد بود این کلیشه‌های یهودی در زمان رخداد و نوشتن رمان، عادی بودند و تنوع یهودستیزی آن «معمولی، مرسوم، بی‌ضرر و غیرسیاسی» بوده است. آرتور کریستال مقاله‌ای را در سال ۲۰۱۵ منتشر کرد که از نظر وی استفادهٔ فیتزجرالد از کاریکاتورهای یهودی ناشی از بداندیشی نبود، بلکه این موضوع صرفاً بازتابیدهٔ باورهای رایج در آن زمان است. او به گزارش‌های فرانسیس کرول، زن یهودی و منشی فیتزجرالد اشاره می‌کند که ادعا کرد این نویسنده از اتهام‌های یهودستیزی آسیب دیده است و در پاسخ به انتقادها از ولفسهایم مدعی می‌شود که او صرفاً «نقشی را در داستان به سرانجام رساند و ربطی به نژاد یا مذهب نداشت.»

## اقتباس‌ها

### صحنه
گتسبی از زمان انتشار، چندین بار برای صحنهٔ نمایش اقتباس شده است. اولین اقتباس صحنه‌ایِ شناخته‌شده، کاری از نمایشنامه‌نویس آمریکایی، اوون دیویس بود که در ادامه، نسخهٔ فیلم ۱۹۲۶ شد. این نمایش به کارگردانی جرج کیوکر، ۲ فوریهٔ ۱۹۲۶ در برادوی روی صحنه رفت و ۱۱۲ دعوت به صحنه داشت. این نمایش تور موفقی را در همان سال تجربه کرد و شامل اجراهایی در شیکاگو بود که از ۱ اوت تا ۲ اکتبر نمایش یافتند. در موردی تازه‌تر، اپرای متروپولیتن نیویورک به جان هاربیسون مأموریت داد تا برای بزرگداشت بیست و پنجمین سالگرد حضور جیمز لواین در اپرای متروپولیتن، اقتباس اپرایی از این رمان را بسازد. نمایش اول این اثر که گتسبی بزرگ نام دارد، در ۲۰ دسامبر ۱۹۹۹ بود. در ژوئیهٔ ۲۰۰۶، اقتباس صحنه‌ای سایمن لوی، به کارگردانی دیوید اسبیورنسون، همزمان با بازگشایی دوبارهٔ تئاتر گاتری به روی صحنه رفت. نقاد نیویورک تایمز، بن برنتلی در سال ۲۰۱۰ اولین نمایش گتس را که تولیدِ آف برادوی به‌وسیلهٔ ئی‌آراس بود، بسیار تحسین کرد. این رمان برای اجراهای باله نیز اقتباس شده است. باله‌مت در سال ۲۰۰۹ نسخه‌ای از آن را در تئاتر کپیتولِ کلمبوس به نمایش گذاشت. واشینگتن باله در سال ۲۰۱۰، نسخه‌ای اقتباسی را در مرکز کندی به نمایش گذاشت که در سال بعد نیز اجرا شد.

### فیلم
اولین نسخهٔ فیلم از این رمان در سال ۱۹۲۶ اکران شد. این فیلم که خودش نسخه‌ای از نمایشنامهٔ برادوی اوون دیویس به‌شمار می‌رفت، به کارگردانی هربرت برنون ساخته شد و بازیگران آن وارنر بکستر، لوئیس ویلسون و ویلیام پاول بودند. این فیلم نمونه‌ای معروف از فیلم گمشده است که براساس بررسی‌ها احتمالاً وفادارترین اقتباس از این رمان بود اما اکنون تنها پیش‌پرده‌ای از آن در بایگانی‌های ملی وجود دارد. طبق گزارش‌ها، فیتزجرالد و همسرش زلدا از نسخهٔ صامت بیزار بودند. زلدا برای یکی از آشناهایش نوشت که این فیلم «گندیده» بود. او و اسکات سالن سینما را در هنگام پخش فیلم ترک کردند.
به‌دنبال فیلم ۱۹۲۶، فیلم گتسبی بزرگ است که در سال ۱۹۴۹، به کارگردانی الیوت نیوجنت ساخته شد و الن لاد، بتی فیلد و مک‌دونالد کری در آن بازی کردند. بیست و پنج سال بعد و در سال ۱۹۷۴، گتسبی بزرگ بار دیگر روی پردهٔ سینما ظاهر شد. کارگردان این فیلم جک کلیتن بود و گروه بازیگران آن رابرت ردفورد در نقش گتسبی، میا فارو در نقش دیزی و سم واترستون در نقش نیک کاراوی بودند. آخرین فیلم اقتباسی که تا سال ۲۰۲۲ از این فیلم ساخته شده است، گتسبی بزرگ (۲۰۱۳) به کارگردانی باز لورمن است که لئوناردو دی‌کاپریو در نقش گتسبی، کری مولیگان در نقش دیزی و توبی مگوایر در نقش نیک نقش‌آفرینی کردند.
شرکت جلوه‌های بصری دابل نگتیو در سال ۲۰۲۱ اعلام کرد که می‌خواهد فیلم پویانمایی اقتباسی از این رمان را به کارگردانی ویلیام جویس و نویسندگی برایان سلزنیک بسازد.

### تلویزیون
گتسبی تاکنون چندین بار به‌شکل فیلم تلویزیونی کوتاه و با حضور بازیگران مختلف ساخته شده است. اولین اقتباس، اپیزودی از برنامهٔ تلویزیونی رابرت مونتگومری تقدیم می‌کند، به کارگردانی آلوین ساپینسلی بود که از ان‌بی‌سی پخش شد و در آن رابرت مونتگومری، فیلیس کرک و لی بومن بازی کردند. سی‌بی‌اس در سال ۱۹۵۸، اقتباس دیگری از این رمان را ساخت که اپیزودی از پلی‌هاوس ۹۰، با عنوان گتسبی بزرگ بود. کارگردان این اثر فرانکلین جی. شافنر و بازیگران آن رابرت رایان، جین کرین و راد تیلور بودند. اقتباسِ تلویزیونیِ تازه‌تر از این رمان، تولید ای‌اندئی مووی است که در سال ۲۰۰۰ پخش شد. این فیلم تلویزیونی به کارگردانی رابرت مارکویتز ساخته شد و در آن توبی استیونز در نقش گتسبی، میرا سوروینو در نقش دیزی و پل راد در نقش نیک بازی کردند.

### رمان‌های گرافیکی
گتسبی بزرگ در سه رمان گرافیکی اقتباس شده است. اولین اقتباس، «گتسبی بزرگ: اقتباسی گرافیکی» اثر نیکی گرینبرگ بود که در سال ۲۰۰۷ در استرالیا منتشر شد. از آنجایی که رمان اصلی هنوز تحت حمایت قوانین حق تکثیر ایالات متحده قرار داشت، در نتیجه این نسخه هرگز در آن کشور منتشر نشد. دومین اقتباس گرافیکی، «گتسبی بزرگ: رمان گرافیکی» اثر فرد فوردهام نام داشت که با تصویرگری آیا مورتون در سال ۲۰۲۰ انتشار یافت. در نهایت، کی. وودمن-مینارد در سال ۲۰۲۱ «گتسبی بزرگ: اقتباس رمان گرافیکی» را اقتباس و تصویرگری کرد که کندل‌ویک پرس آن را منتشر کرد.

### رادیو
این رمان در مجموعه‌ای از قسمت‌های رادیویی اقتباس شده است. اولین اقتباس رادیویی، برنامه‌ای نیم‌ساعته در سال ۱۹۵۰ برای ساعت خانوادهٔ ستارگانِ شبکهٔ سی‌بی‌اس بود که کرک داگلاس نقش گتسبی را بازی می‌کرد. این رمان در سال ۲۰۰۸ برای ده قسمت در سرویس جهانی بی‌بی‌سی خوانده شد. رادیو بی‌بی‌سی ۴ در سال ۲۰۱۲ گتسبی بزرگ را در فرم سریال کلاسیک به‌صورت نمایشنامه درآورد که سازندهٔ آن نمایشنامه‌نویس، رابرت فارست بود.

### بازی‌های ویدئویی
اوبرون مدیا در سال ۲۰۱۰ بازی ماجراهای کلاسیک: گتسبی بزرگ را در سبک معمایی اشیای پنهان منتشر کرد. چارلی هوی و پیت اسمیت در سال ۲۰۱۱ بازی آنلاین سبک ۸ بیتی را براساس گتسبی بزرگ ساختند که گتسبی بزرگ برای ان‌ئی‌اس نام داشت. در سال ۲۰۱۳، اسلیت اقتباس نمادین گتسبی بزرگ: بازی ویدئویی را منتشر کرد.

## واژه‌نامه
1. ↑  Jeff Nilsson
2. ↑  Speakeasy
3. ↑  Petting
4. ↑  Bootlegging
5. ↑  Ginevara King
6. ↑  Second lieutenant
7. ↑  The Romantic Egotist
8. ↑  William "Bill" Mitchell
9. ↑  The Smart Set
10. ↑  Scribner's Magazine
11. ↑  Head and Shoulders
12. ↑  Flappers and Philosophers
13. ↑  John Peale Bishop
14. ↑  Roaring Twenties
15. ↑  Nick Carraway
16. ↑  Tom Buchanan
17. ↑  Jordan Baker
18. ↑  Myrtle Wilson
19. ↑  George B. Wilson
20. ↑  Henry Gatz
21. ↑  Camp Taylor
22. ↑  Trinity College
23. ↑  Max Gerlach
24. ↑  Debutante
25. ↑  Charles King
26. ↑  Edith Cummings
27. ↑  Jordan Motor Car Company
28. ↑  Baker Motor Vehicle
29. ↑  The Vegetable
30. ↑  Frances Scott "Scottie" Fitzgerald
31. ↑  Ring Lardner
32. ↑  Lew Fields
33. ↑  Manhasset Neck
34. ↑  Sands Point
35. ↑  Gold Coast
36. ↑  Land's End
37. ↑  Oheka Castle
38. ↑  Beacon Towers
39. ↑  Horst Kruse
40. ↑  American Expeditionary Forces
41. ↑  Hall-Mills murder case
42. ↑  Absolution
43. ↑  All the Sad Young Men
44. ↑  Ada
45. ↑  Dud
46. ↑  A Lost Lady
47. ↑  Edouard Jozan
48. ↑  Among Ash Heaps and Millionaires
49. ↑  Trimalchio
50. ↑  Trimalchio in West Egg
51. ↑  On the Road to West Egg
52. ↑  Under the Red, White, and Blue
53. ↑  The Gold-Hatted Gatsby
54. ↑  The High-Bouncing Lover
55. ↑  Thomas Parke D'Invilliers
56. ↑  Tony Tanner
57. ↑  Francis Cugat
58. ↑  Francisco Coradal-Cougat
59. ↑  Mary Jo Tate
60. ↑  Linda C. Pelzer
61. ↑  Charles Marlow
62. ↑  Lord Jim
63. ↑  Edwin Clark
64. ↑  Lillian C. Ford
65. ↑  New York Herald Tribune
66. ↑  Harvey Eagleton
67. ↑  Ralph Coghlan
68. ↑  St. Louis Post-Dispatch
69. ↑  Ruth Snyder
70. ↑  New York Evening World
71. ↑  John McClure
72. ↑  The Times-Picayune
73. ↑  John Peale Bishop
74. ↑  Edward Newhouse
75. ↑  Edmund Wilson
76. ↑  Arthur Mizener
77. ↑  The Far Side of Paradise
78. ↑  Council on Books in Wartime
79. ↑  Armed Services Editions
80. ↑  Victor Llona
81. ↑  Mondadori
82. ↑  Cesare Giardini
83. ↑  I romanzi della palma
84. ↑  Fernanda Pivano
85. ↑  World Literature
86. ↑  Wu Ningkun
87. ↑  Sixth Tone
88. ↑  Roger L. Pearson
89. ↑  Class differences
90. ↑  Dianne Bechtel
91. ↑  Ellen Bernard Thompson Pyle
92. ↑  Societal gender expectations
93. ↑  Leland S. Person Jr.
94. ↑  Trophy wife
95. ↑  socio-economic status
96. ↑  he Rise of the Colored Empires
97. ↑  Bestseller
98. ↑  The Rising Tide of Color
99. ↑  Walter Benn Michaels
100. ↑  Old Stock Americans
101. ↑  Queer readings
102. ↑  Closeted homosexual
103. ↑  Laura Guthrie
104. ↑  Lionel Trilling
105. ↑  Otto Friedrich
106. ↑  Leo Marx
107. ↑  The Machine in the Garden
108. ↑  Kyle Keeler
109. ↑  Self-interest
110. ↑  Dan Cody
111. ↑  Meyer Wolfsheim
112. ↑  Arnold Rothstein
113. ↑  Black Sox Scandal
114. ↑  1919 World Series
115. ↑  Richard Levy
116. ↑  Antisemitism: A Historical Encyclopedia of Prejudice and Persecution
117. ↑  Milton Hindus
118. ↑  Frances Kroll
119. ↑  Curtain call
120. ↑  John Harbison
121. ↑  Simon Levy
122. ↑  David Esbjornson
123. ↑  Guthrie Theater
124. ↑  Gatz
125. ↑  Elevator Repair Service
126. ↑  BalletMet
127. ↑  The Capitol Theatre
128. ↑  The Washington Ballet
129. ↑  lobby card
130. ↑  Brian Selznick
131. ↑  Robert Montgomery Presents
132. ↑  Alvin Sapinsley
133. ↑  Playhouse 90
134. ↑  Robert Markowitz
135. ↑  The Great Gatsby: A Graphic Adaptation
136. ↑  Nicki Greenberg
137. ↑  The Great Gatsby: The Graphic Novel
138. ↑  Fred Fordham
139. ↑  Aya Morton
140. ↑  K. Woodman-Maynard
141. ↑  The Great Gatsby: A Graphic Novel Adaptation
142. ↑  Candlewick Press
143. ↑  Family Hour of Stars
144. ↑  Classic Serial
145. ↑  Robert Forrest
146. ↑  Oberon Media
147. ↑  The Great Gatsby: The Video Game
148. ↑  Hidden object game
149. ↑  Charlie Hoey
150. ↑  Pete Smith
151. ↑  The Great Gatsby for NES
152. ↑  The Great Gatsby: The Video Game

### فارسی